# Iwata Satoru
Iwata Satoru (Nhật: 岩田 聡 (Nham Điền Thông)) (6 tháng 12 năm 1959 –  11 tháng 7 năm 2015) là nhà thiết kế, nhà lập trình trò chơi điện tử và doanh nhân người Nhật. Ông là chủ tịch thứ tư và là tổng giám đốc điều hành (CEO) của Nintendo. Iwata được ghi nhận nhờ những đóng góp to lớn trong việc đưa trò chơi điện tử tiếp cận tới những đối tượng đối tượng khách hàng rộng lớn hơn bằng cách tập trung vào tính giải trí và mới lạ thay vì chạy đua phần cứng.
Sinh ra tại Sapporo, Nhật Bản, Iwata đã có một niềm đam mê mãnh liệt đối với trò chơi điện tử ngay từ khi còn nhỏ và ông đã tạo ra trò chơi đơn giản đầu tiên của mình khi còn học trung học. Ông theo học chuyên ngành khoa học máy tính tại Viện Công nghệ Tokyo. Năm 1980, ông gia nhập công ty phát triển game HAL Laboratory khi vẫn còn đang học đại học. Trong những năm đầu của mình tại HAL Laboratory, ông làm việc với tư cách là một lập trình viên và hợp tác chặt chẽ với Nintendo, cùng sản xuất ra trò chơi thương mại đầu tiên vào năm 1983. Các tựa trò chơi đáng chú ý mà ông đã góp phần phát triển tại HAL là EarthBound và Kirby. Sau khi công ty gánh chịu thiệt hại trong cuộc suy thoái và gần như phá sản, Iwata trở thành chủ tịch của HAL Laboratory vào năm 1993 dưới sự khích lệ của Chủ tịch Nintendo lúc bấy giờ là Hiroshi Yamauchi và ông đã mang đến một sự ổn định về tài chính cho công ty. Trong những năm tiếp theo, ông hỗ trợ trong việc phát triển tựa game Pokémon và Super Smash Bros. Iwata gia nhập Nintendo với vai là trưởng bộ phận lập kế hoạch doanh nghiệp vào năm 2000.
Nintendo sớm nhìn ra sự phát triển vượt bậc của công ty với sự trợ giúp của Iwata và khi Yamauchi chính thức nghỉ hưu, ông đã được lựa chọn để trở thành chủ tịch của tập đoàn vào tháng 5 năm 2002. Dưới sự lãnh đạo của Iwata, Nintendo đã phát triển dòng máy chơi game Nintendo DS và Wii, giúp toàn công ty giành được thành công rất lớn về doanh thu. Tự nhận mình là một game thủ, Iwata tập trung vào việc mở rộng sức hấp dẫn của trò chơi điện tử đến với đông đảo đối tượng khách hàng thông qua chiến lược đại dương xanh. Toàn công ty đạt mức lợi nhuận kỷ lục vào năm 2009, ngay năm đó, tờ báo Barron's đã đưa Iwata vào danh sách 30 CEO hàng đầu thế giới. Iwata sau đó tiếp tục mở rộng chiến lược đại dương xanh bằng việc định nghĩa chất lượng của cuộc sống đối với dòng sản phẩm Wii để sau đó xây dựng nên một chiến lược kinh doanh kéo dài 10 năm để tạo ra những sản phẩm độc nhất trên thị trường. Những năm tiếp theo, những sản phẩm phần cứng như Nintendo 3DS và Wii U đã không đạt được mức lợi nhuận như mong muốn so với Wii, khiến cho doanh thu của Nintendo giảm mất hai phần ba từ năm 2009 cho đến năm 2012, và đây cũng là lần đầu tiên công ty phải chịu lỗ trong suốt 30 năm qua. Iwata tự nguyện xin cắt giảm lương của chính mình còn một nửa vào năm 2011 và 2014. Đến năm 2015, sau một thời gian dài chịu thua lỗ, Iwata đã thay đổi cơ cấu lĩnh vực hoạt động, hướng Nintendo tập trung nhiều hơn vào thị trường trò chơi di động đang phát triển rất nhanh vào lúc bấy giờ; và ngay sau đó công ty đã đạt được một thỏa thuận hợp tác với nhà phát triển di động DeNA vào tháng 3 cùng năm. Trong suốt sự nghiệp của mình, Iwata đã xây dựng một mối quan hệ rất chặt chẽ với những người hâm mộ của Nintendo thông qua phương tiện truyền thông và các buổi Hỏi đáp Iwata và Nintendo Direct, điều đó giúp ông trở thành một gương mặt tiêu biểu đối với cộng đồng của cả công ty.
Vào tháng 6 năm 2014, một khối u trong ống mật của Iwata được phát hiện trong một buổi khám sức khỏe định kỳ. Khối u đã được phẫu thuật để loại bỏ, và Iwata trở lại làm việc vào tháng 10 năm đó. Nhưng khối u tái phát vào năm 2015 và Iwata qua đời ở tuổi 55 sau những biến chứng vào ngày 11 tháng 7. Các thành viên của ngành công nghiệp trò chơi điện tử cũng như người hâm mộ đã bày tỏ sự tưởng nhớ thông qua các thông báo công khai và phương tiện truyền thông xã hội, và người hâm mộ trên toàn thế giới đã thiết lập các đài tưởng niệm tạm thời. Iwata sau đó đã được trao Giải thưởng Thành tựu Trọn đời tại Lễ trao giải Golden Joystick Awards 2015 và Giải thưởng D.I.C.E năm 2016.

## Những năm đầu đời

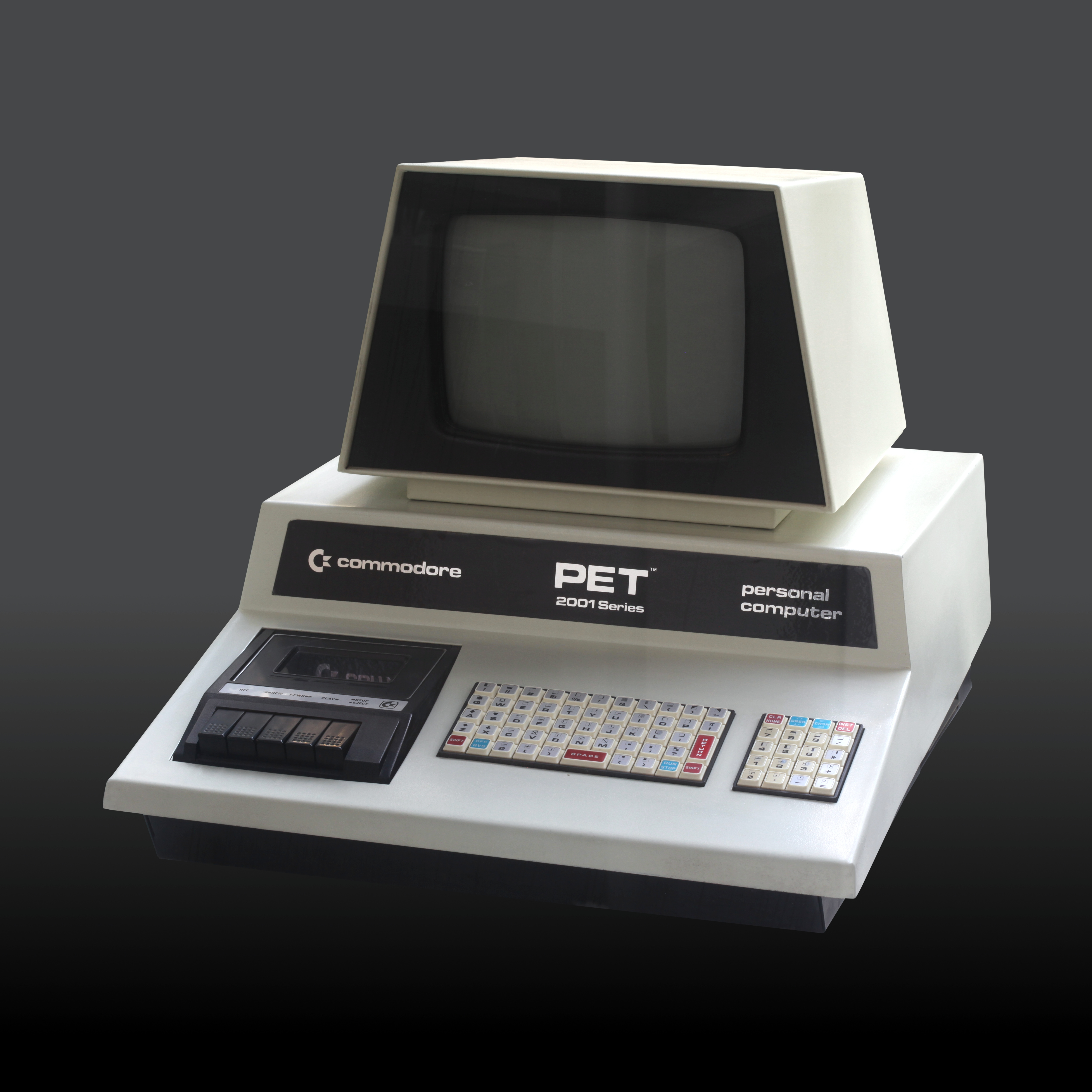
Một Commodore PET 2001, cùng một loạt với mô hình mà Iwata mua vào năm 1978 và sau đó bị tháo rời ra

Satoru Iwata sinh ngày 6 tháng 12 năm 1959, và lớn lên ở Sapporo, Nhật Bản, nơi cha của ông từng là một vị quan chức tỉnh. Trong suốt thời gian học trung học cơ sở và trung học phổ thông, Iwata đã thể hiện kỹ năng lãnh đạo thông qua việc làm lớp trưởng, chủ tịch hội học sinh và chủ tịch câu lạc bộ tại nhiều thời điểm.  Trải nghiệm đầu tiên của ông với máy tính là ở trường trung học với một chiếc máy tính demo sử dụng đường dây điện thoại. Iwata thường xuyên đi học bằng tàu điện ngầm Sapporo và chơi một trò chơi số học đơn giản, gọi là Trò chơi 31 , cho đến khi ông trở nên thành thạo.  Với số tiền tiết kiệm được từ công việc rửa bát đĩa và một số khoản phụ cấp từ cha mình, Iwata đã mua HP-65, máy tính được lập trình đầu tiên, vào năm 1974. Sau khi vào Hokkaido Sapporo South High School vào tháng 4 năm 1975, anh bắt đầu phát triển các trò chơi của riêng mình trong năm học cấp 2.  Một số trò chơi số đơn giản mà Iwata đã sản xuất, chẳng hạn như Volleyball và Missile Attack, sử dụng máy tính điện tử mà ông dùng chung với các bạn cùng trường.  
Khi ông có được chiếc máy tính đầu tiên của mình, Commodore PET, vào năm 1978.  Ông đã tháo nó ra và nghiên cứu chiếc máy với mong muốn hiểu nó. Máy tính tình cờ có một bộ xử lý trung tâm (MOS 6502) tương tự như cái được Nintendo sử dụng cho Nintendo Entertainment System (NES), một máy chơi trò chơi điện tử mà sau này ông ấy sẽ phát triển trò chơi cho nó. Sau khi tốt nghiệp trung học, Iwata được nhận vào Học viện Công nghệ Tokyo vào tháng 4 năm 1978, nơi anh theo học chuyên ngành khoa học máy tính. Tomohiko Uematsu, một giáo sư kỹ thuật, ghi nhận sự thành thạo của Iwata với khả năng lập trình phần mềm và nhận xét rằng Iwata có thể viết chương trình nhanh và chính xác hơn bất kỳ sinh viên nào khác của ông.
Trong thời gian theo học tại trường, ông là một trong số những thực tập sinh không lương tạiCommodore Japan, hỗ trợ kỹ sư trưởng của công ty con — Yash Terakura  - về kỹ thuật vàphần mềm -development.  Một trong những lý do chính của ông khi nhận công việc này là dành nhiều thời gian hơn cho máy tính và tìm hiểu những chi tiết không được công khai.  Terakura sau này đóng vai trò là người cố vấn cho Iwata, dạy ông về kỹ thuật phần cứng để bổ sung kiến thức phần mềm vốn đã sâu rộng của Iwata. Iwata và một số người bạ đã thuê một căn hộ ở Akihabara và sớm thành lập một câu lạc bộ nơi họ sẽ tạo và viết mã các trò chơi. Các bạn cùng lớp sống trong căn hộ gần đó gọi phòng của Iwata là "Trung tâm trò chơi Iwata" (Game Center Iwata). Ông thường xuyên khoe các trò chơi của mình với bộ phận máy tính của Seibu Department Store, và đến năm 1980, một nhóm nhân viên ở đó đã mời ông gia nhập công ty của họ, HAL Laboratory, Inc.

## HAL Laboratory
Trong khi học đại học, Iwata làm việc cho HAL Laboratory với tư cách là một lập trình viên bán thời gian vào năm 1980. Trong số những sáng tạo đầu tiên của họ là một thiết bị ngoại vi cho phép các máy tính cũ hơn hiển thị đồ họa cho trò chơi điện tử. Với thiết bị này, Iwata và các thành viên của HAL đã tạo ra nhiều trò chơi "ăn đứt  Rally-X của Namco, Galaxian và những trò chơi khác". Mặc dù vậy, HAL đã trở thành công ty đầu tiên ký kết giấy phép với Namco để phát triển trò chơi. Ông gia nhập công ty để thành nhân viên chính thức sau khi tốt nghiệp năm 1982, trở thành nhân viên thứ năm và là lập trình viên duy nhất của công ty. Cùng lúc đó, cha của Iwata được bầu làm thị trưởng của Muroran. Bất chấp niềm đam mê, gia đình của Iwata không chấp thuận lựa chọn nghề nghiệp của ông ấy, và cha ông đã không nói chuyện với ông trong sáu tháng kể từ sau khi Iwata gia nhập HAL.
Iwata trở thành điều phối viên sản xuất phần mềm của công ty vào năm 1983, thời gian này ông đã giúp HAL tạo dựng mối quan hệ với Nintendo để họ có thể sản xuất trò chơi cho Nintendo Entertainment System mới phát hành. Ông đã tự mình đi đến Kyoto để xin phép làm việc trên các trò chơi cho NES, mà đáng lẽ ra Nintendo mới phải là bên có nghĩa vụ đó. Trò chơi đầu tiên được xuất bản thương mại của ông là Joust cho NES — một phiên bản chuyển thể của máy game thùng arcade năm 1982. Các trò chơi điện tử khác mà ông đã làm là Balloon Fight, NES Open Tournament Golf, EarthBound, và Kirby. Nintendo ban đầu liên hệ với một số nhà phát triển khác để sản xuất Open Tournament Golf; tuy nhiên, tất cả họ đều từ chối vì họ không tin rằng số lượng lớn dữ liệu như vậy có thể được lưu trữ trong hộp băng NES. Iwata đã nắm bắt cơ hội này và “liều lĩnh” đẩy mạnh phát triển trò chơi. Iwata phải tạo ra phương pháp nén dữ liệu của riêng mình để phù hợp với tất cả 18 màn trong một trò chơi. Tương tự, HAL đã phải lập trình cuộn theo phương pháp thị sai cho F-1 Race vì phần cứng NES ban đầu không đủ hỗ trợ.
Sự thành thạo về lập trình của Iwata nhanh chóng khiến ông được đánh giá cao trong giới lập trình viên cũng như các game thủ. Ông thường tiếp tục làm việc vào cuối tuần và ngày lễ vì niềm đam mê của mình. Với việc công ty đang trên bờ vực phá sản, Iwata được thăng chức làm chủ tịch HAL vào năm 1993 dựa trên sự kiên quyết của Chủ tịch Nintendo lúc bấy giờ, Yamauchi Hiroshi.. Với sự hỗ trợ từ Nintendo, Iwata đã giúp công ty xoay khỏi khoản nợ 1,5 tỷ Yên và ổn định tài chính trong vòng sáu năm.  Thiếu kinh nghiệm quản lý, Iwata nỗ lực rất nhiều để học cách cải thiện bản thân, thường đọc sách về chủ đề này và tìm kiếm lời khuyên từ người khác.
Mặc dù ông không là nhân viên của Nintendo vào thời điểm đó, Iwata đã hỗ trợ phát triển Pokémon Gold và Silver, được phát hành cho Game Boy Color vào tháng 11 năm 1999, bằng cách tạo ra một bộ công cụ nén được sử dụng cho phần đồ họa trong trò chơi. Trong thời gian làm việc giữa Game Freak và Nintendo, anh ấy đã hỗ trợ lập trình Pokémon Stadium cho Nintendo 64 bằng cách đọc mã gốc trong Pokémon Red và Green và chuyển hệ thống chiến đấu vào trò chơi mới chỉ trong một tuần. Theo Ishihara Tsunekazu, chủ tịch của The Pokémon Company, Iwata là người có công lớn trong việc đưa Pokémon ra thị trường phương Tây. Trong khi còn là chủ tịch của HAL, ông đã phát triển kế hoạch bản địa hóa sau khi xem xét mã cho Red và Green, sau đó được hoàn thành bởi Murakawa Teruki, với các bản phát hành phương Tây sẽ đến sau hai năm phát hành tại Nhật Bản. Ngoài ra, ông đã hỗ trợ Sakurai Masahiro trong quá trình phát triển Super Smash Bros. cho Nintendo 64.

## Nintendo

### Những năm đầu (2000–02)
Năm 2000, Iwata đảm nhận vị trí trưởng bộ phận kế hoạch của công ty tại Nintendo với tư cách là người đứng đầu ban giám đốc. Trong hai năm tiếp theo, ông đã tìm cách giảm chi phí và thời lượng phát triển trò chơi mà vẫn đảm bảo chất lượng. Trong hai năm đầu tiên tại Nintendo, công ty đã chứng kiến mức tăng trưởng lợi nhuận lần lượt là 20 và 41%, các giá trị này một phần là do đóng góp của ông.  Khi Yamauchi, chủ tịch của công ty từ năm 1949, nghỉ hưu vào ngày 24 tháng 5 năm 2002, Iwata đã kế nhiệm vị trí chủ tịch thứ tư của Nintendo với sự chúc phúc của Yamauchi. Ông là chủ tịch Nintendo đầu tiên không có quan hệ huyết thống hay hôn nhân kể từ khi thành lập vào năm 1889. Yamauchi trao công ty vào tay Iwata với yêu cầu cuối cùng: "Nintendo đó hãy khai sinh ra những ý tưởng hoàn toàn mới và tạo ra phần cứng phản ánh lý tưởng đó. Cũng như tạo ra phần mềm tuân theo cùng tiêu chuẩn đó. " Iwata kế thừa một công ty đề cao chủ nghĩa cá nhân, với chính sách do Yamauchi thành lập nhằm tạo ra những vị trí phát triển mới khi cần thiết. Tuy nhiên, điều này đã hạn chế sự hợp tác hiệu quả giữa một số bộ phận.
Vào thời điểm Iwata nhậm chức, Nintendo, mặc dù vẫn là một công ty có lợi nhuận, nhưng hoạt động không tốt như các nhà sản xuất máy chơi trò chơi điện tử khác. GameCube mới phát hành đã hoạt động kém hơn so với các đối thủ cạnh tranh, PlayStation 2 của Sony và Xbox của Microsoft bán chạy hơn.  Nhiệm kỳ chủ tịch của ông cũng là lúc bắt đầu phổ biến trò chơi trực tuyến và Nintendo vẫn chưa tiến vào lĩnh vực này của thị trường. Ông có một cách tiếp cận thận trọng đối với vấn đề, nói rõ: "Chúng tôi không tiêu cực đối với ý tưởng trực tuyến. Chúng tôi chỉ thực tế." Ông cũng thúc đẩy mối quan hệ giữa Nintendo và Capcom để cải thiện sự hấp dẫn của GameCube. Trong một cuộc phỏng vấn vào năm 2002, Iwata nói rằng ông cảm thấy ngành công nghiệp trò chơi điện tử đang trở nên quá độc quyền, ông muốn phát triển phần cứng và trò chơi có thể thu hút tất cả người chơi hơn là tập trung vào đồ họa hàng đầu.
Một trong những hành động đầu tiên của ông trên cương vị chủ tịch là gặp trực tiếp 40 trưởng bộ phận của công ty và 150 nhân viên khác. Điều này hoàn toàn trái ngược với thông lệ của Yamauchi là hiếm khi gặp gỡ nhân viên và thường chỉ có một bài phát biểu hàng năm. Miyamoto Shigeru mô tả bầu không khí kinh doanh trước đây là "ngột ngạt" và tuyên bố Iwata "đã cải thiện hệ thống thông gió". Iwata nhận thức sâu sắc rằng vị trí chủ tịch của ông sẽ không đảm bảo sự tuân thủ của các nhân viên và tìm cách giao tiếp với họ ở mức độ cá nhân. Nếu nhân viên không đồng ý với quan điểm của anh ấy, Iwata sẽ đề nghị họ làm theo ý tưởng của họ thay vì ý tưởng của anh ấy, nói rõ "người sáng tạo chỉ cải thiện bản thân bằng cách chấp nhận rủi ro". Cùng với việc tăng mức độ tương tác, Iwata cũng đưa nhiều dữ liệu và khoa học hơn vào khía cạnh kinh doanh của công ty. Trong khi Yamauchi đưa ra quyết định dựa trên trực giác và kinh nghiệm, Iwata đưa ra các giả thuyết được tải với dữ liệu để truyền đạt quan điểm của mình. Iwata cũng thăng chức cho Miyamoto, Takeda Genyo, Mori Yoshihiro và Hatano Shinji thành các giám đốc đại diện trong ban giám đốc của công ty, ngang bằng với vị trí của chính ông.

### Sự hồi sinh của công ty (2003–09)
Trong bài phỏng vấn năm 2002, Iwata đã nhấn mạnh sự cấp thiết của thị trường trò chơi điện tử trong bài phát biểu quan trọng của mình tại Tokyo Game Show 2003. Trong bài phát biểu này, ông đã suy nghĩ về lịch sử của ngành và kết luận rằng sự quan tâm đến trò chơi điện tử ngày càng giảm. Doanh số bán hàng tại thị trường Nhật Bản sụt giảm bắt đầu vào cuối những năm 1990 và tiếp tục kéo dài đến đầu những năm 2000. Sự cạnh tranh giữa Nintendo và Sony dẫn đến việc các máy chơi game ngày càng nặng về phần cứng; tuy nhiên, Nintendo 64 tỏ ra quá cồng kềnh đối với các nhà phát triển và phần mềm bị ảnh hưởng nghiêm trọng. Sau một phân tích kéo dài một năm được thực hiện theo lệnh của Iwata, Nintendo kết luận rằng việc đẩy mạnh phần cứng không phải là cách hiệu quả nhất để quảng bá trò chơi điện tử và quyết định tập trung vào phần mềm. Một cuộc tái tổ chức nội bộ lớn của Nintendo đã diễn ra vào năm 2004, với việc Iwata hợp nhất các bộ phận khác nhau được thành lập dưới thời Yamauchi. Ông đã tìm cách thúc đẩy việc hợp tác trong toàn công ty. Sau đó, ông thành lập "Dự án mở rộng người dùng" vào năm 2005, theo đó các nhân viên bình thường không liên quan đến việc phát triển trò chơi cũng sẽ có thể gửi lên những ý tưởng cho trò chơi mới.
Trong một cuộc phỏng vấn tháng 3 năm 2004, Iwata tuyên bố: "Những trò chơi điện tử đã đi vào ngõ cụt."  Ông nhấn mạnh rằng các nhà phát triển đã lãng phí quá nhiều thời gian để tập trung vào những game thủ cốt lõi và sẽ không thể thu được lợi nhuận nếu họ không hướng đến những người chơi game bình thường. Hơn nữa, ông muốn chứng minh rằng Nintendo, được coi là một công ty "bảo thủ" vào thời điểm đó, sẽ trở thành công ty đi đầu trong lĩnh vực giải trí quyết định đổi mới. Iwata đã nêu rõ chiến lược "đại dương xanh" để giúp Nintendo cạnh tranh thành công với các nhà sản xuất máy chơi game khác. Thay vì cạnh tranh về thông số kỹ thuật, Iwata đã dựa trên kinh nghiệm trước đây của mình với tư cách là một nhà phát triển trò chơi để sản xuất phần cứng, trò chơi mới lạ và giải trí.

#### Nintendo DS
Iwata đã giúp đưa công ty hồi sinh hoạt động kinh doanh thiết bị cầm tay của Nintendo bằng cách chuyển công ty từ Game Boy Advance sang Nintendo DS, sản phẩm có hình thức độc đáo và có màn hình cảm ứng có thể chơi các trò chơi mới lạ. Ý tưởng sử dụng hai màn hình trên một thiết bị bắt nguồn từ Yamauchi trước khi nghỉ hưu, trong khi Miyamoto đề xuất sử dụng màn hình cảm ứng. Miyamoto sau đó đã đi đầu trong việc phát triển thiết bị và các nguyên mẫu của nó. Nintendo DS đã chứng tỏ là một hệ máy có lợi nhuận cao và tiếp tục trở thành máy chơi trò chơi điện tử bán chạy thứ hai mọi thời đại với hơn 154 triệu chiếc, bao gồm các lần lặp lại tiếp theo, được bán vào tháng 9 năm 2014. Vào tháng 6 năm 2004, Iwata đã hội thảo với Tiến sĩ Ryuta Kawashima về một trò chơi có thể thu hút những người không phải là game thủ. Dự án này sau đó trở thành Brain Age: Train Your Brain in Minutes a Day !, phát hành vào tháng 5 năm 2005.  Iwata đã đích thân giám sát quá trình phát triển của loạt Brain Age, thậm chí còn dự kiến xuất hiện trước công chúng vào ngày Nintendo DS phát hành tại Nhật Bản vào ngày 2 tháng 12, Miyamoto đã hỗ trợ công việc của Iwata và cử một trong những người bảo trợ của ông, Kawamoto Kouichi, để giúp phát triển trò chơi. Loạt Brain Age được ghi nhận là một phần quan trọng trong việc tạo nên sự nổi tiếng của Nintendo DS và toàn bộ loạt đã bán được hơn 30 triệu bản vào tháng 12 năm 2008
Các phiên bản tiếp theo của Nintendo DS, DS Lite và DSi, cũng có doanh thu khả quan. DS Lite cải tiến dựa trên DS gốc, có màn hình sáng hơn và thiết kế mỏng hơn phù hợp với nhu cầu của người tiêu dùng. Được phát hành vào tháng 3 năm 2006 tại Nhật Bản và ba tháng sau đó trên toàn thế giới, DS Lite cuối cùng đã bán được gần 94 triệu máy. Thống kê cho thấy các hộ gia đình thường chia sẻ một DS duy nhất và Iwata đã tìm cách mở rộng điều này từ một DS cho mỗi hộ gia đình thành một DS cho mỗi người. Lần lặp lại thứ ba của bảng điều khiển, DSi, thể hiện ý tưởng này với chữ "i" đại diện cho một người duy nhất. Mặc dù lo ngại rằng thị trường trò chơi điện tử đã quá bão hòa bởi DS và DS Lite, Iwata vẫn tự tin rằng DSi sẽ bán được, đặc biệt là ở các thị trường châu Âu. DSi được xây dựng dựa trên sự thành công của DS Lite bằng cách đáp ứng tương tự nhu cầu của người tiêu dùng. Ngoài việc được làm mỏng hơn, DSi còn có hai camera, hỗ trợ thẻ SD, đầu đọc âm thanh và "Nintendo DSi Shop". Sự kế thừa tương đối nhanh chóng của DS Lite và DSi đã phá vỡ khuôn mẫu thông thường về phát hành hệ thống trò chơi, mỗi hệ máy được phát hành cách nhau khoảng 18 tháng thay vì 5 năm. Iwata coi việc giảm giá dần dần trong chu kỳ 5 năm là một cách gián tiếp nói với người tiêu dùng rằng hãy đợi để mua sản phẩm và là một hình phạt cho những ai đã mua nó khi vừa ra mắt. Ông đã tìm cách giảm bớt vấn đề này bằng các bản phát hành nhanh.

#### Wii
Các cuộc thảo luận giữa Iwata, Miyamoto và Takeda về một máy chơi trò chơi điện tử tại gia mới, bắt đầu vào nửa đầu năm 2003. Với sự khuyến khích từ Yamauchi, Iwata đã thúc đẩy phát triển một sản phẩm mang tính cách mạng mà sau này trở thành Wii. Iwata sau đó đã giao cho dự án Takeda, "nói với [Takeda] hãy đi ra khỏi con đường công nghệ được vạch sẵn". Tiền đề tổng thể là "ngay cả một bà mẹ cũng thích nó". Trong quá trình phát triển, Iwata đã thách thức các kỹ sư hãy làm máy Wii không được phép dày hơn ba hộp DVD xếp chồng lên nhau, một kỳ công mà cuối cùng họ cũng đã làm được. Takeda và nhóm của ông ấy tập trung vào việc giảm tiêu thụ điện năng trong khi vẫn duy trì hoặc cải thiện mức hiệu suất được hiển thị với GameCube. Bên cạnh phần cứng trong được thiết kế bởi các kỹ sư của Nintendo, Iwata đã đề xuất hệ máy này nên từ bỏ việc sử dụng bộ điều khiển thông thường để giúp người chơi game dễ tiếp cận hơn. Miyamoto chủ trì phát triển một bộ điều khiển mới trong khi nhóm của Takeda cung cấp các thành phần bên trong. Sau sáu tháng và hàng tá nguyên mẫu bị loại bỏ, Takeda đã mua một cảm biến CMOS mà sau này trở thành khía cạnh cốt lõi của điều khiển từ xa. Với việc bổ sung gia tốc kế, họ có thể tạo ra các cảm biến điều khiển chuyển động một cách hiệu quả.
Ban đầu có tên mã là "Revolution" trong một đoạn giới thiệu tại E3 2004, theo mục tiêu của Iwata là tạo ra một cuộc cách mạng về trò chơi điện tử,  Iwata đã công khai tiết lộ Wii tại E3 2005, cầm nó cao trên đầu để nhấn mạnh thiết kế kích thước nhỏ và trọng lượng rất nhẹ của nó. Tiết lộ về bộ điều khiển Wii Remote đặc trưng của Wii đã được giữ lại cho đến Tokyo Game Show vào tháng 9 năm 2005. Trong bài phát biểu của mình tại hội nghị, Iwata đã nhắc lại lập trường của mình về việc phát triển thị trường game nhưng đã mở rộng nó bằng cách nhấn mạnh sự cần thiết của việc điều khiển ít phức tạp hơn. Thiết kế điều khiển từ xa của bộ điều khiển một phần xuất phát từ mong muốn của Iwata là có một thiết bị "có thể truy cập ngay lập tức" cho tất cả mọi người. Ông cũng nhấn mạnh rằng Wii Remote được gọi đơn giản là ", điều khiển từ xa" chứ không phải là một bộ điều khiển để nhấn mạnh khả năng tiếp cận của nó đối với bất kỳ ai.
Cuối cùng, Wii đã phổ biến việc ứng dụng điều khiển chuyển động lên các trò chơi điện tử và đã chứng tỏ được thành công của mình, giúp tăng gần gấp đôi giá cổ phiếu của Nintendo. Khai thác vào thị trường người chơi thông thường, Wii đã đánh dấu "một thời điểm đột phá trong lịch sử trò chơi điện tử": một thể loại trò chơi mới được thành lập cho thị trường tại gia. Kinh nghiệm trước đây của Iwata với tư cách là một lập trình viên, một điều hiếm thấy đối với các CEO công nghệ, được cho là sẽ giúp đóng góp vào phong cách lãnh đạo của ông đối với công ty. Vào cuối năm tài chính 2009, Nintendo đạt doanh thu và lợi nhuận ròng kỷ lục lần lượt là 1,8 nghìn tỷ Yên (18,7 tỷ USD) và 279 tỷ Yên (2,8 tỷ USD). Nhờ thành công của mình, Barron's đã đưa Iwata vào danh sách 30 CEO hàng đầu trên toàn thế giới từ năm 2007 đến năm 2009.

#### Những sản phẩm cải thiện chất lượng cuộc sống

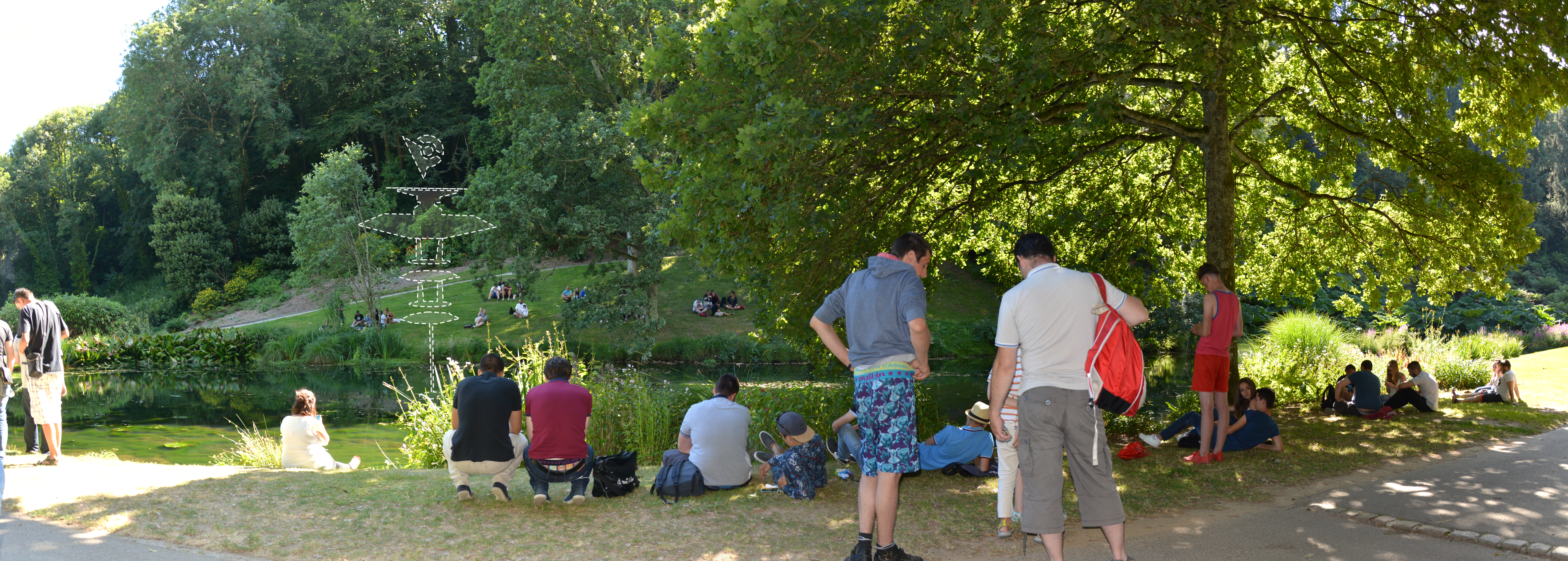
Những người chơi Pokémon Go tụ tập quanh một Pokémon gym "ảo" ở Brest, Pháp. Tương tác xã hội bên ngoài gia đình như thế này là một trong những mục tiêu của sáng kiến nâng cao chất lượng cuộc sống của Iwata.

Bắt đầu với việc giới thiệu Wii vào năm 2006, Iwata đặt trọng tâm vào việc phát triển các sản phẩm cải thiện chất lượng cuộc sống. Dòng Wii Fit, được lên ý tưởng bởi Miyamoto, là hình ảnh thu nhỏ của phong trào này. Tại E3 2009, Iwata đã tiết lộ việc phát triển một sản phẩm bổ sung cho Wii: Wii Vitality Sensor. Thiết bị đo các chức năng thần kinh tự chủ, cụ thể là xung nhịp tim, và kết hợp dữ liệu thu được vào các sản phẩm thư giãn. Iwata coi thiết bị này là sự tiếp nối của chiến lược "đại dương xanh" đã được nêu rõ trước đó. Ông chỉ ra rằng thị trường điều khiển chuyển động đang biến thành một "đại dương đỏ", theo đó quá nhiều công ty sẽ bão hòa thị trường và hạn chế lợi nhuận. Vitality Sensor được phát triển với hy vọng đem đến một phương pháp mới để tương tác với trò chơi điện tử và tiếp tục lịch sử đổi mới của Nintendo. Tuy nhiên, việc thử nghiệm một thiết bị mẫu mang lại kết quả kém hơn mong muốn và Nintendo đã hoãn phát hành sản phẩm vô thời hạn vào năm 2013.
Vào tháng 1 năm 2014, Iwata đã công bố chiến lược 10 năm cho công ty dựa trên các sản phẩm chất lượng cuộc sống. Mục tiêu là một thị trường mới vượt xa khái niệm về trò chơi điện tử. Được phát triển dưới sự hợp tác của Tiến sĩ Watanabe Yasuyoshi và ResMed, thiết bị đầu tiên trong sáng kiến này là một cảm biến mệt mỏi và thiếu ngủ được công bố vào tháng 10 năm 2014. Không giống như Vitality Sensor, cảm biến giấc ngủ là một sản phẩm độc lập không cần phải được đeo vài người. Sau cái chết của Iwata vào tháng 7 năm 2015, các nhà phân tích đặt câu hỏi liệu Nintendo có tiếp tục sáng tạo thêm sản phẩm nâng chất lượng cuộc sống hay không. Mặc dù dự kiến phát hành tại Mỹ vào tháng 3 năm 2016, một số ý kiến cho rằng sản phẩm đã tạm thời bị xếp lại, trong khi những người khác tin rằng sản phẩm đã bị hoãn vô thời hạn giống như Vitality Sensor trước đó. Thiết bị đã chính thức ngừng sản xuất vào tháng 2 năm 2016; tuy nhiên, Kimishima Tatsumi nói rằng nghiên cứu về các sản phẩm chất lượng cuộc sống sẽ tiếp tục. Các sản phẩm dựa trên Nintendo như Nintendo Switch được thiết kế để khuyến khích sử dụng khi đang di chuyển và tương tác xã hội, trò chơi thực tế tăng cường dành cho thiết bị di động Pokémon Go yêu cầu đi lại bên ngoài nhà và Pokémon Sleep hoạt động dựa trên chu kỳ giấc ngủ của người chơi, tất cả đều thể hiện sự liên tục về các sáng kiến nâng cao chất lượng cuộc sống của Iwata. Trò chơi Ring Fit Adventure trên Switch  bao gồm các phụ kiện cho phép người chơi thao tác trò chơi thông qua các bài tập thể dục, được coi là phiên bản kế thừa của Wii Fit và tiếp tục chương trình chất lượng cuộc sống.

### Suy thoái tài chính (2010–14)
| Doanh thu ròng của Nintendo theo năm tài chính (2006–15) | Doanh thu ròng của Nintendo theo năm tài chính (2006–15) | Doanh thu ròng của Nintendo theo năm tài chính (2006–15) | Doanh thu ròng của Nintendo theo năm tài chính (2006–15) | Doanh thu ròng của Nintendo theo năm tài chính (2006–15) |
| --- | -------------------------------------------------------- | -------------------------------------------------------- | -------------------------------------------------------- | -------------------------------------------------------- |
| Fiscal year | Fiscal year                                              |                                                          |                                                          | Sales (mil ¥)                                            |
| 2006 | 2006                                                     |                                                          | 508,827                                                  | 508,827                                                  |
| 2007 | 2007                                                     |                                                          | 966,534                                                  | 966,534                                                  |
| 2008 | 2008                                                     |                                                          | 1,672,423                                                | 1,672,423                                                |
| 2009 | 2009                                                     |                                                          | 1,838,622                                                | 1,838,622                                                |
| 2010 | 2010                                                     |                                                          | 1,182,177                                                | 1,182,177                                                |
| 2011 | 2011                                                     |                                                          | 1,014,345                                                | 1,014,345                                                |
| 2012 | 2012                                                     |                                                          | 647,652                                                  | 647,652                                                  |
| 2013 | 2013                                                     |                                                          | 635,422                                                  | 635,422                                                  |
| 2014 | 2014                                                     |                                                          | 571,726                                                  | 571,726                                                  |
| 2015 | 2015                                                     |                                                          | 549,780                                                  | 549,780                                                  |
| Doanh thu thuần hàng năm của Nintendo là hàng triệu Yên Lưu ý: Màu xanh lá cây biểu thị cho khoản lợi nhuận trong khi màu đen biểu thị lỗ trong hoạt động kinh doanh. |                                                          |                                                          |                                                          |                                                          |

Các hệ máy tiếp theo dưới thời Iwata, bao gồm Nintendo 3DS và Wii U, không thành công như DS và Wii, và nền tài chính của Nintendo bắt đầu đi xuống từ năm 2010. Trong giai đoạn phát triển 3DS, một thiết bị cầm tay hiển thị 3D lập thể, Iwata nói rằng nền tảng công nghệ của ông đã giúp giữ chân các kỹ sư của Nintendo. Người ta hy vọng rằng kế nhiệm Nintendo DS sẽ hồi sinh công ty sau khi nhìn thấy lợi nhuận bắt đầu giảm. Tuy nhiên, doanh số bán hàng yếu kém khi phát hành Nintendo 3DS đã khiến cổ phiếu của công ty giảm 12% vào ngày 29 tháng 7 năm 2011. Doanh thu kém của hệ máy này đã dẫn đến việc máy bị giảm giá vào tháng 8, từ giá ra mắt 250 USD xuống còn 170 USD. Doanh số của 3DS liên tục giảm xuống dưới mức kỳ vọng. Iwata sau đó thừa nhận vào năm 2014 rằng ông đã hiểu sai thị trường và không tính đến việc thay đổi phong cách kể từ khi ra mắt Wii. Ông liên tục tập trung vào các trò chơi hướng đến gia đình mặc dù mức độ tiếng tăm ngày càng giảm.
Wii U, phát hành vào tháng 11 năm 2012, đã được bán dưới giá thành sản xuất vì Nintendo hy vọng doanh số bán phần mềm sẽ mạnh hơn để giảm bớt các khoản lỗ đang diễn ra. Việc bổ sung đồ họa HD, một tính năng không có trong Wii gốc, gây căng thẳng bất ngờ cho các nhóm phát triển và dẫn đến việc phát triển phần mềm bị trễ. Cộng thêm sự thất vọng của người tiêu dùng khi Iwata không quan tâm đến các đối thủ cạnh tranh như Microsoft và Sony, cả hai đều gặp phải các vấn đề tương tự trong quá trình phát hành Xbox 360 và PlayStation 3 tương ứng. Paul Tassi của Forbes cho rằng Nintendo có thể đã xử lý hiệu quả hơn bằng cách rút ra bài học từ việc chuyển đổi sang đồ họa HD của Microsoft và Sony. Hệ máy cuối cùng đã không đáp ứng được kỳ vọng về doanh số và trở thành hệ máy chơi trò chơi điện tử của Nintendo bán chậm nhất, với chỉ 9,5 triệu máy được bán vào tháng 6 năm 2015. Miyamoto cho rằng doanh số bán hàng mờ nhạt là do công chúng hiểu sai về khái niệm và chức năng của máy. Iwata sau đó thừa nhận Wii U là một thất bại trong vai trò là kế nhiệm cho Wii, với việc các trò chơi không thể thể hiện tính độc đáo cần có trên Wii U. Những thất bại liên tiếp của 3DS và Wii U đã thúc đẩy Akino Mitsushige của Ichiyoshi Asset Management Co. đề nghị rằng Iwata nên từ chức.
Doanh thu thuần tổng thể của Nintendo đã giảm từ mức cao nhất là 1,8 nghìn tỷ yên (18,7 tỷ đô la Mỹ) vào năm 2009 xuống còn 549 tỷ yên (4,6 tỷ đô la Mỹ) vào năm 2015. Khoản lỗ thu nhập ròng đã phát sinh trong năm 2012 và 2014. Năm 2010, Nintendo tiết lộ rằng Iwata có mức lương khiêm tốn 68 triệu yên (770.000 USD), tăng lên 187 triệu yên (2,11 triệu USD) cộng với tiền thưởng dựa trên hiệu suất. Trong khi đó, Miyamoto kiếm được mức lương 100 triệu yên (1,13 triệu đô la Mỹ). Iwata đã tự nguyện giảm một nửa lương của mình vào năm 2011 và 2014 như một lời xin lỗi vì doanh thu kém trong khi các thành viên khác trong ban giám đốc Nintendo đã cắt giảm lương 20-30%. Điều này cũng nhằm đảm bảo việc làm cho các nhân viên của Nintendo, ngăn chặn việc công nhân bị sa thải nhằm cải thiện tình hình tài chính ngắn hạn. Năm 2012, công ty đã trải qua khoản lỗ hoạt động đầu tiên kể từ khi gia nhập thị trường trò chơi điện tử hơn 30 năm trước đó. Lỗ tiếp tục trong hai năm tiếp theo trước khi công ty cuối cùng có lãi trở lại vào cuối năm tài chính 2015. Sự thay đổi nhỏ phần lớn là do các trò chơi bom tấn như Pokémon Omega Ruby và Alpha Sapphire và Super Smash Bros. for Nintendo 3DS and Wii U.
Vào tháng 6 năm 2013, Iwata đảm nhận thêm vai trò Giám đốc điều hành Nintendo of America. Là một trong những thay đổi đầu tiên của ông với tư cách là Giám đốc điều hành, Iwata quyết định rằng họ sẽ không tổ chức các cuộc họp báo lớn tại E3 mà thay vào đó là một số sự kiện nhỏ hơn, mỗi sự kiện nhắm vào một nhóm nhân khẩu học nhất định. Khi đến Tokyo vào cuối năm 2013, Iwata đã phác thảo ý tưởng cho một loạt đồ chơi vật lý có thể kết nối với các trò chơi của Nintendo. Khái niệm này nhanh chóng phát triển thành dòng tượng Amiibo ra mắt chưa đầy một năm sau đó. Amiibo đã ngay lập tức chứng tỏ nó là một thành công lớn, với hơn 6 triệu tượng được bán ra vào cuối năm 2014, khoảng một tháng sau khi ra mắt. Đến tháng 3 năm 2016, tổng doanh số bán các tượng và thẻ — một sản phẩm được phát hành vào năm 2015 — đã vượt quá 64 triệu, chứng tỏ có lợi về mặt tài chính trên tất cả các nền tảng Nintendo.

### Thị trường di động và Switch (2015)

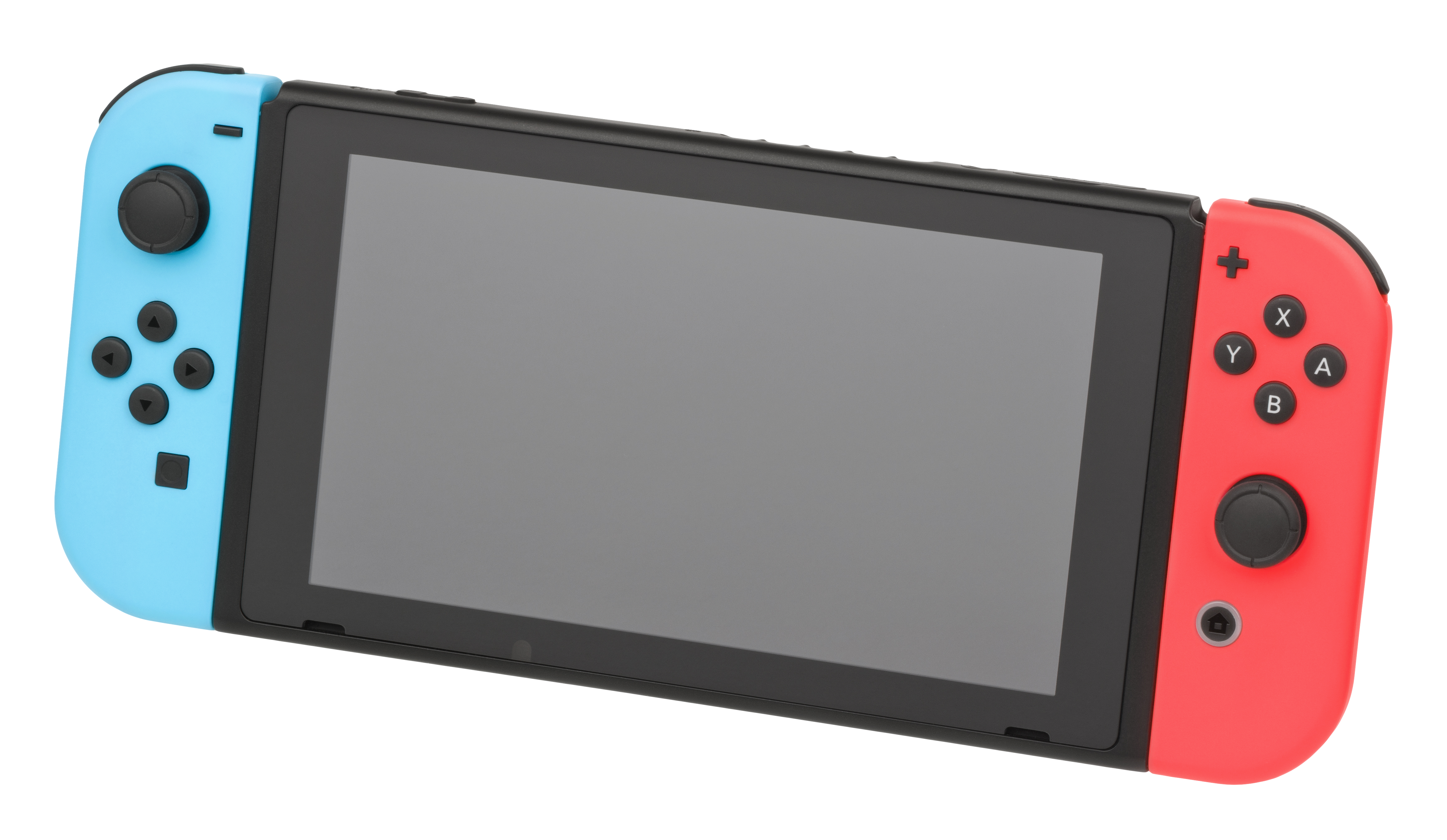
Nintendo Switch ở dạng cầm tay có gắn bộ điều khiển Joy-Con

Đầu năm 2010, sự thành công của App Store của Apple Inc. đã khiến các nhà phát triển trò chơi điện tử lo ngại rằng mọi người đang chuyển dần sang các thiết bị thông minh. Tháng 7 năm đó, Iwata thừa nhận sự cạnh tranh từ Apple và coi họ là "kẻ thù của tương lai". Tuy nhiên, trong một cuộc phỏng vấn vào năm sau đó, Iwata đã xuất hiện nói hoàn toàn phản đối ý tưởng là Nintendo sẽ tiến vào thị trường di động, tuyên bố rằng công ty sẽ "chấm dứt tư cách là Nintendo" nếu họ làm như vậy. Ông lý luận rằng trò chơi trên thiết bị di động sẽ thiếu tính toàn vẹn về chất lượng nếu chỉ vì cố thu được lợi nhuận. Sự thay đổi chậm chạp trong quan điểm này diễn ra trong những năm sau đó khi thị trường trò chơi di động tiếp tục phát triển. Năm 2012, ông thừa nhận rằng thiết bị di động mang lại sự cạnh tranh đáng kể nhưng vẫn tự tin vào khả năng của công ty. Trong một thông điệp gửi tới các cổ đông vào năm tài chính tháng 3 năm 2014, Iwata tuyên bố, "… Tôi tin rằng kỷ nguyên đã kết thúc khi mọi người chỉ chơi tất cả các loại trò chơi trên các hệ máy chơi game chuyên dụng." Ông trích dẫn sự tiện lợi của thiết bị di động để giải trí nhanh chóng và khả năng mở rộng hơn phần mềm chuyên dụng của bảng điều khiển cầm tay. Sự chỉ trích đã dấy lên việc ngoan cố tiếp tục chuyển sang thị trường di động của ông, với các nhà phân tích và nhà đầu tư liên tục yêu cầu thay đổi triển vọng. Yoshihisa Toyosaki, chủ tịch của Architect Grand Design Inc., tuyên bố rằng "Nintendo đi quá xa", đề cập đến lịch sử của công ty trong việc bỏ qua các yếu tố bên ngoài. Điều này cuối cùng đã ảnh hưởng tiêu cực đến tài chính và sự nổi tiếng của Nintendo ở một mức độ nhất định.
Vào tháng 3 năm 2015, Iwata đặt một phần trọng tâm của Nintendo vào thị trường trò chơi di động đang phát triển, tạo ra mối quan hệ đối tác mang tính bước ngoặt với nhà cung cấp dịch vụ di động DeNA để xuất bản trò chơi, khi doanh số bán máy chơi trò chơi điện tử truyền thống bắt đầu chững lại. Điều này trái ngược với mô hình kinh doanh trước đây của Nintendo, tập trung vào các trò chơi độc quyền trên máy để thúc đẩy mọi người mua máy của họ. Iwata nhấn mạnh rằng mặc dù các IP của Nintendo sẽ được sử dụng trong các trò chơi di động, công ty sẽ không làm tổn hại đến tính toàn vẹn của chúng. Ông cũng nhấn mạnh rằng mục tiêu chính là tiếp cận càng nhiều người càng tốt chứ không phải là lựa chọn nào sẽ kiếm được nhiều tiền nhất, tương tự như ý tưởng đằng sau Wii. Sau khi quan hệ đối tác với DeNA được thiết lập, Iwata nhắc lại lập trường của mình rằng các trò chơi free-to-play phổ biến, mà ông gọi là "free-to-start", sẽ đe dọa chất lượng trò chơi trong tương lai. Mặc dù thừa nhận việc làm này là một phương tiện hữu hiệu để quảng bá trò chơi trong thời gian ngắn, nhưng ông cho rằng mô hình này đã lỗi thời và không phải là một hướng đi đúng đắn cho sự phát triển cốt lõi. Ông cũng nhấn mạnh rằng mô hình kinh doanh cho các trò chơi này không phù hợp với các giá trị cốt lõi của Nintendo và không thể là cơ sở của "mối quan hệ lâu dài với khách hàng của [Nintendo]".
Iwata đã giám sát quá trình phát triển Nintendo Switch trong những tháng cuối đời, với tư cách là nhà phát triển chính của hệ máy. Trong một cuộc phỏng vấn vào tháng 2 năm 2017 với tạp chí Time, Miyamoto tin rằng mục tiêu của Iwata đối với hệ máy là làm cho nó di động và cho mở rộng giao tiếp giữa mọi người. Iwata tập trung vào các khía cạnh kỹ thuật của thiết bị trong giai đoạn này.

### Quan hệ công chúng
Trong những năm đầu của nhiệm kỳ chủ tịch Nintendo, Iwata thường từ chối việc xuất hiện trên các phương tiện truyền thông, trừ khi phần cứng mới được công bố, để dành nhiều thời gian hơn cho việc lập trình. Tuy nhiên, thái độ của ông đối với điều này đã thay đổi, và cuối cùng ông trở thành một phần nổi bật trong quan hệ công chúng của Nintendo. Iwata đã giúp Nintendo cải thiện mối quan hệ với người hâm mộ bằng cách thường xuyên trả lời họ thông qua mạng xã hội, và ông đã chia sẻ những hiểu biết sâu sắc về nhân viên, trò chơi và phần cứng của Nintendo thông qua loạt bài phỏng vấn Iwata Asks của mình. Cảm hứng cho loạt này, bắt đầu vào tháng 9 năm 2006, bắt nguồn từ lý lịch của Iwata vốn là một lập trình viên trò chơi và sự tò mò của ông về tư duy của các nhà phát triển khác. Những cuộc phỏng vấn này thường thể hiện tình bạn thân thiện giữa Iwata và các thành viên khác của Nintendo như những trò đùa và tiếng cười là chuyện bình thường. Họ cũng tiết lộ một khía cạnh khác của Nintendo mà bình thường khá là bí mật: cởi mở trong việc thảo luận về một số hoạt động bên trong công ty.

Iwata nổi tiếng với việc kết hợp sự hài hước của mình vào các video Nintendo Direct của mình, chẳng hạn như trong một video được quay trước đó tại E3 2012 ông cứ nhìn chằm chằm vào quả chuối trong im lặng vài giây trước khi quay sang máy quay.

Vào năm 2011, Iwata đã giúp thành lập Nintendo Direct, một loạt các cuộc họp báo trực tuyến mở cho tất cả những gì tiết lộ về các trò chơi và sản phẩm sắp tới của Nintendo bên ngoài các kênh công nghiệp điển hình. Những video này thường kỳ quặc và hài hước, phản ánh tính cách của chính Iwata. Điều này hoàn toàn trái ngược với tông màu nghiêm trọng được hiển thị bởi Sony và Microsoft. Một video thường mô tả một trận chiến giả giữa ông và Chủ tịch Nintendo of America, Reggie Fils-Aimé để giới thiệu các nhân vật Mii, hình đại diện kỹ thuật số của Nintendo, trong Super Smash Bros. for Nintendo 3DS và Wii U. Những điều này thường thúc đẩy việc tạo ra các meme trên Internet; các meme như vậy bao gồm cụm từ "vui lòng hiểu cho" thường được Iwata sử dụng cho sự chậm trễ hoặc những tin tức tiêu cực khác, thêm "[Iwata cười ha ha]" vào các bài đăng trên diễn đàn để ám chỉ đến tiếng cười thường xuyên của ông trong các phân đoạn Iwata Asks và hình ảnh Iwata nhìn chằm chằm lặng lẽ trước một chùm chuối như một phần của video E3 2012 được ghi trước để quảng cáo nhượng quyền thương mại Donkey Kong.
Là sản phẩm phụ của sự hiện diện của ông trong Iwata Asks và Nintendo Direct, Iwata trở thành gương mặt đại diện cho Nintendo. Iwata rất thích trò chuyện với các phóng viên và sẽ chuẩn bị trước những câu chuyện để họ giải trí. Ngay cả khi thời gian không cho phép, ông vẫn hòa nhập với những người phỏng vấn và trò chuyện một cách tình cờ.

### Những sự án khác
Iwata đã hỗ trợ thành lập Creatures Inc. và The Pokémon Company, lần lượt vào năm 1995 và 1998 bởi Ishihara Tsunekazu. Iwata sau đó đã phối hợp các thay đổi cấp phép trong nước và quốc tế với The Pokémon Company khi nó trở thành tổ chức của riêng mình. Năm 1998, Iwata giúp đồng nghiệp và người bạn thân Itoi Shigesato thành lập Hobonichi bằng cách làm Giám đốc CNTT của công ty. Ông có được vị trí này sau khi được Itoi yêu cầu một tháng trước ngày ra mắt là ngày 6 tháng 6, để sắp xếp một trang web và hệ thống kỹ thuật của công ty, mà Iwata đã tuân thủ. Cá nhân Iwata rất thích vai diễn này và thậm chí vẫn giữ vị trí này vào năm 2007, mặc dù đã điều hành Nintendo toàn thời gian cho đến thời điểm này. Ngay sau khi thăng chức lên chủ tịch Nintendo, Iwata đã tự phân công mình vào một nhóm phát triển tại HAL Laboratory để làm việc trên dự án Super Smash Bros. Melee, cho GameCube, nhằm tiếp tục niềm đam mê lập trình của mình. Xuất phát từ công việc với loạt Brain Age, Iwata đã hỗ trợ sản xuất các trò chơi giáo dục như Kanji Sonomama Rakubiki Jiten DS, English Training: Have Fun Improving Your Skills!, và Imasara Hito ni Kikenai Otona no Joushikiryoku Training DS. Ông cũng đã làm việc trên loạt trò chơi Animal Crossing, Mario, Metroid Prime và The Legend of Zelda, cùng những trò chơi khác. Ông cũng có một vai khách mời trong WarioWare: Smooth Moves. Iwata tham gia vào quá trình phát triển Pokémon Go, một trò chơi di động thực tế tăng cường, bắt đầu từ năm 2013. Trò chơi được tiết lộ công khai vào tháng 9 năm 2015, hai tháng sau khi ông qua đời.

## Bệnh tật và ra đi

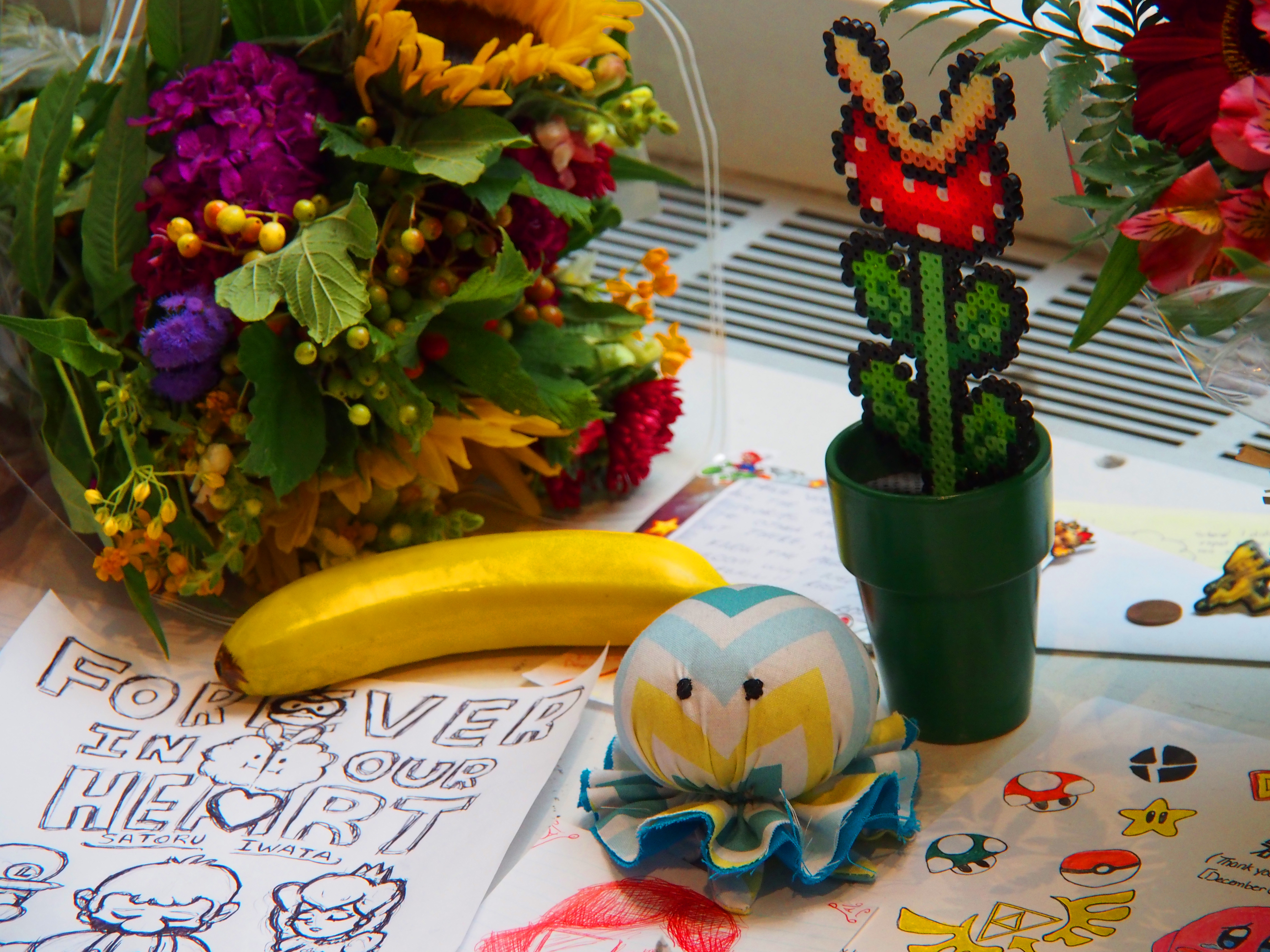
Người hâm mộ để lại những kỷ vật và tác phẩm nghệ thuật cá nhân của nhiều series game Nintendo khác nhau, bao gồm Mario, Kirby, và The Legend of Zelda, dành riêng cho Iwata tại một đài tưởng niệm tại Nintendo World Store.

Vào ngày 5 tháng 6 năm 2014, Nintendo thông báo rằng Iwata sẽ không tham dự E3 2014 vì vấn đề y tế. Iwata đã đưa ra một thông báo công khai cho các cổ đông vào ngày 24 tháng 6 rằng ông đã trải qua cuộc phẫu thuật vào tuần trước để loại bỏ một khối u trong ống mật được phát hiện trong một buổi kiểm tra sức khỏe định kỳ. Sau khoảng bốn tháng hồi phục sau ca phẫu thuật thành công, ông đã trở lại làm việc vào tháng 10. Trong thời gian này, ông đã giảm cân rất nhiều, nhưng chỉ nói rằng nhờ đó ông cảm thấy khỏe mạnh hơn. Iwata lần đầu tiên xuất hiện trước công chúng trong một thông báo của Nintendo Direct vào ngày 5 tháng 11, nhưng trông "gầy gò và nhợt nhạt". Ông cập nhật Mii của riêng mình, hình đại diện được sử dụng trong phần cứng Nintendo, vào tháng 6 năm 2015 để phản ánh thân hình trông mỏng manh hơn của ông. Vào ngày 28 tháng 1 năm 2015, Iwata sốt cao và nghi ngờ là bị cúm; một cuộc họp với các cổ đông đã bị hoãn lại. Một thời gian sau khi tham dự một cuộc họp cổ đông khác vào ngày 26 tháng 6, Iwata lại bị ốm và phải nhập viện. Bất chấp việc nhập viện, Iwata vẫn tiếp tục làm việc trên máy tính xách tay ỡ trên giường và cung cấp phản hồi về Pokémon Go cho Ishihara Tsunekazu . Ông qua đời do biến chứng của khối u vào ngày 11 tháng 7 ở tuổi 55. Nintendo thông báo về cái chết của ông vào ngày hôm sau
Những lá cờ tại trụ sở của Nintendo đã được hạ xuống còn một nửa vào ngày 13 tháng 7. Các văn phòng khu vực của Nintendo đã im lặng suốt một ngày vào ngày 13 tháng 7 trên tất cả các tài khoản mạng xã hội để tưởng nhớ Iwata. Các thành viên của ngành công nghiệp trò chơi điện tử cũng như người hâm mộ đã bày tỏ sự đau buồn của họ trên mạng xã hội trước cái chết của Iwata và lòng biết ơn đối với thành quả của ông. Người hâm mộ đã lập các đài tưởng niệm trên khắp thế giới, bao gồm tại Đại sứ quán Nhật Bản ở Moscow, Nga và Nintendo World Store ở Manhattan, New York. Yoshida Shuhei, chủ tịch của SCE Worldwide Studios, tuyên bố: "Tôi nguyện cầu cho ông Iwata, người đã đóng góp rất nhiều cho sự phát triển của ngành công nghiệp trò chơi điện tử, được yên nghỉ." Nhà soạn nhạc kiêm đạo diễn Masuda Junichi, được biết đến nhiều nhất với trò chơi Pokémon, đã tweet: "Ông ấy là một người am hiểu Pokémon và là một nhà lãnh đạo tuyệt vời. Khi tôi đến thăm ông, trông ông đã khỏe mạnh. Tôi cầu nguyện cho linh hồn ông từ tận đáy lòng mình. " Học viện Công nghệ Tokyo đã đưa ra một tuyên bố tưởng niệm vào ngày 4 tháng 8, với các bạn học và giáo sư cũ của Iwata đã đóng góp những kỷ niệm của họ. Tại The Game Awards 2015, Reggie Fils-Aimé đã bày tỏ sự tôn vinh dành cho Iwata, mô tả ông là người "không sợ hãi" và "độc nhất vô nhị, theo đúng nghĩa đen của từ này"
Vài giờ sau thông báo về cái chết của Iwata, một bức ảnh chụp cầu vồng xuất hiện trên trụ sở của Nintendo ở Kyoto đã được đăng lên Twitter và được chia sẻ rộng rãi; nó được mệnh danh là "Con đường cầu vồng dẫn lên thiên đường", liên quan đến một màn chơi trong loạt Mario Kart. Lễ tang cho Iwata được tổ chức tại Kyoto vào ngày 16 và 17 tháng 7. Bất chấp thời tiết mưa lớn do bão Nangka gây ra, ước tính có khoảng 4.100 người đã tham dự để bày tỏ lòng thành kính. Sau buổi tưởng niệm, hài cốt của Iwata đã được hỏa táng và tro của ông được chôn cất tại một địa điểm không được tiết lộ ở Kyoto.
Sau cái chết của Iwata, các tổng giám đốc Miyamoto Shigeru và Takeda Genyo tạm thời cùng nhau quản lý công ty. Vào ngày 14 tháng 9, Nintendo thông báorằng Kimishima Tatsumi, người đứng đầu Bộ phận Nhân sự và là cựu Giám đốc điều hành Nintendo of America, sẽ kế nhiệm Iwata trở thành chủ tịch thứ năm của Nintendo

## Ảnh hưởng và di sản
Trên danh thiếp, tôi là một chủ tịch tập đoàn. Trong đầu, tôi là một nhà phát triển game. Nhưng trong tim, tôi là một game thủ.— Satoru Iwata, bài phát biểu quan trọng tại GDC 2005

Trong suốt cuộc đời của mình, Iwata được biết đến với những ý tưởng độc đáo và việc thay đổi phương tiện chơi trò chơi điện tử. Ông được xem là hiện thân của Nintendo: vui tươi, kỳ quặc, hài hước và vui vẻ. Sự thành thạo của Iwata trong lập trình khiến nhiều người gọi ông là "thiên tài" trong chủ đề này, với một số người ví ông như một Bill Gates của Nhật Bản. Phương pháp tiếp cận thực tế của ông với doanh nghiệp đã khiến ông được ngưỡng mộ và tôn trọng từ cả các nhà phát triển và game thủ. Việc mở đầu bài phát biểu "Con tim của một game thủ" của Iwata tại GDC 2005 được coi là "bản chất" của ông ấy: một doanh nhân khiêm tốn hết lòng vì các trò chơi điện tử. Ông, cùng với những người khác ở Nintendo như Miyamoto, được ghi nhận với việc mở rộng thị trường trò chơi điện tử và tạo ra nhiều thể loại mới. Bằng cách nhắm mục tiêu một đối tượng mới thay vì cạnh tranh với Microsoft và Sony, Iwata đã tránh được "cuộc chiến thẳng thắn" với các đối thủ cạnh tranh của Nintendo và đã đạt được mục tiêu của mình.  Theo đó, Iwata được gọi là "cuộc cách mạng nhẹ nhàng".  Sự hấp dẫn đơn giản của Nintendo DS và Wii đóng góp vào việc mở rộng thị trường. Chris Kohler của tạp chí Wired nói rằng "nhờ Satoru Iwata của Nintendo,tất cả chúng ta bây giờ là game thủ," đề cập đến sự nổi lên của trò chơi điện tử sau các bản phát hành của Nintendo DS và Wii. Mặc dù được tôn trọng rộng rãi, ông đã nhận được những lời chỉ trích về sự bướng bỉnh của mình trong việc chuyển Nintendo sang thị trường di động. Sau cái chết của Iwata, Reggie Fils-Aimé nhận xét, "... sẽ mất nhiều năm trước khi tác động của ông ấy lên cả Nintendo và ngành công nghiệp trò chơi điện tử sẽ được cảm kích hoàn toàn." Vào tháng 10 năm 2015, một Amiibo do người hâm mộ tự làm với hình đại diện Mii của Iwata đã được chế tác và bán đấu giá với giá 1.900 đô la Mỹ trên eBay; tất cả số tiền thu được sẽ được quyên góp cho tổ chức từ thiện Child's Play để tưởng nhớ ông. Iwata sau khi được nhất trí và phong tặng Giải thưởng Thành tựu trọn đời tại Lễ trao giải Golden Joystick năm 2015 vì tầm ảnh hưởng của ông trong ngành công nghiệp trò chơi điện tử. Iwata cũng được trao Giải thưởng Thành tựu Trọn đời tại Lễ trao giải DICE 2016. Tại lễ trao giải Game Developers Choice Awards 2016, Iwata đã được vinh danh trong bộ phim hoạt hình ngắn của David Hellman, họa sĩ từng làm việc trên Braid. Vào tháng 7 năm 2019, Hobonichi đã xuất bản một cuốn sách, 岩田 さ ん (Iwata-san?), Của Yasuda Nagata tại Nhật Bản. Cuốn sách bao gồm các đoạn trích từ nhiều cuộc phỏng vấn của Iwata Asks và các cuộc phỏng vấn với những người bạn thân nhất của Iwata, bao gồm Miyamoto Shigeru và Itoi Shigesato, sau khi ông qua đời. Để đáp ứng nhu cầu của công chúng, nhà xuất bản có kế hoạch bản địa hóa cuốn sách bằng nhiều ngôn ngữ với Tuttle-Mori Agency. Viz Media xuất bản tựa sách Ask Iwata tại Bắc Mỹ vào đầu năm 2021.

### Các xuất hiện báo kính trong game
Một vinh danh của Iwata, chi răng "Trò chơi này là để tặng cho người đồng chí của chúng tôi đã ra đi trong chiến trận", được đặt ở phần cuối của phần ghi danh trong Star Fox Zero. Một vinh danh khác xuất hiện trong tựa trò chơi điện tử mở đầu cho Nintendo Switch năm 2017 The Legend of Zelda: Breath of the Wild, một trò chơi phát triển vào thời điểm ông qua đời. Một nhân vật không thể chơi được, người có một sự tương đồng nổi bật với Satoru Iwata, yêu cầu người chơi phải đi trên đỉnh núi Satori để tìm kiếm vị thần huyền bí của ngọn núi. Với sự giống nhau giữa chữ "Satori" và "Satoru",  thực tế là vị Chúa của ngọn núi được xem như là một linh thần hướng dẫn, nhiệm vụ được cho là nhằm vinh danh một cách phức tạp cho Iwata. Vào tháng 9 năm 2017, các nhóm hacker đã phát hiện ra một phiên bản mô phỏng của trò chơi NES Golf, từng được Iwata lập trình, được bao gồm trong phần mềm điều khiển của Nintendo Switch và có thể truy cập bằng cách di chuyển bộ điều khiển Joy-Con tương tự như cách Iwata di chuyển tay của mình trong Nintendo Direct khi đồng hồ hệ thống được đặt thành ngày 11 tháng 7, ngày ông qua đời; nó dường như đã bị gỡ bỏ bởi Nintendo với một bản cập nhật hệ thống được phát hành vào cuối năm đó. Bên trong Pokémon Ultra Sun và Ultra Moon, tham quan tòa nhà Game Freak với Pokémon được giới thiệu trong Pokémon Gold và Silver sẽ có nhân vật không chơi được liên quan với việc khi người chơi gặp khó khăn khi đưa dữ liệu Gold và Silver trên thẻ trò chơi Game Boy Color cho đến khi họ được giúp bởi "anh chàng tuyệt vời"; điều này thừa nhận sự đóng góp của Iwata đối với Gold và Silver cho phép họ bao gồm toàn bộ thế giới từ Pokémon Red và Blue mà không ảnh hưởng đến quy mô của thế giới Gold Silver.

## Dẫn chứng
1. 1 2  Boxer, Steve (ngày 14 tháng 7 năm 2015). "Satoru Iwata obituary". The Guardian. Guardian Media Group. Lưu trữ bản gốc ngày 15 tháng 7 năm 2015. Truy cập ngày 14 tháng 7 năm 2015.
2. 1 2 3  Martens, Todd (ngày 12 tháng 7 năm 2015). "Nintendo's Satoru Iwata dies at 55; under him, Wii created hordes of new gamers". Los Angeles Times. Tribune Publishing. Lưu trữ bản gốc ngày 14 tháng 7 năm 2015. Truy cập ngày 12 tháng 7 năm 2015.
3. 1 2  Inoue 2009, tr. 56.
4. ↑  Kasai 1994, chpt. 4.
5. 1 2 3 4 5  Inoue 2009, tr. 57.
6. 1 2  Takenaka, Kiyoshi (ngày 9 tháng 12 năm 2008). "Satoru Iwata – the man behind Nintendo's casual gaming boom". news.com.au. News Limited. Bản gốc lưu trữ ngày 7 tháng 10 năm 2013. Truy cập ngày 27 tháng 3 năm 2012. {{Chú thích báo}}: Đã định rõ hơn một tham số trong |archiveurl= và |archive-url= (trợ giúp)
7. 1 2 3 4 5 6 7  Stanton, Rich; Stuart, Keith (ngày 13 tháng 7 năm 2015). "Satoru Iwata changed the whole games industry and now leaves it in mourning". The Guardian. Guardian Media Group. Truy cập ngày 26 tháng 7 năm 2015.
8. 1 2 3 4 5  Andersen, John (ngày 9 tháng 10 năm 2015). "A former mentor recalls the early career of Satoru Iwata". Gamasutra. UBM plc. Lưu trữ bản gốc ngày 11 tháng 10 năm 2015. Truy cập ngày 21 tháng 8 năm 2020.
9. 1 2 3  Wong, Tessa; Chen, Heather (ngày 13 tháng 7 năm 2015). "Satoru Iwata: Nintendo's gamer CEO". BBC. Truy cập ngày 31 tháng 7 năm 2015.
10. 1 2 3 4 5  岩田聡氏を悼んで [Mourning Mr. Satoru Iwata] (bằng tiếng Nhật). Tokyo Institute of Technology. ngày 4 tháng 8 năm 2015. Truy cập ngày 8 tháng 10 năm 2015.
11. ↑  Bagnall 2011, chpt. 15.
12. ↑  Hasegawa 2010, tr. 45.
13. 1 2 3 4 5 6 7 8 9 10 11 12 13 14 15  Robinson, Martin (ngày 13 tháng 7 năm 2015). "Satoru Iwata: a gentle revolutionary". Eurogamer. Gamer Network. Truy cập ngày 17 tháng 7 năm 2015.
14. 1 2 3  Szczepaniak, John. "Before They Were Famous". Retro Gamer. Số 35. Imagine Publishing. tr. 76.
15. 1 2 3 4  Inoue 2009, tr. 58.
16. 1 2 3 4 5  Burns, James (ngày 16 tháng 7 năm 2004). "Profile: Satoru Iwata". IGN. Ziff Davis. tr. 1. Truy cập ngày 19 tháng 7 năm 2015.
17. 1 2 3  Iwata, Satoru (1999). "Satoru Iwata – 1999 Developer Interview". Used Games (Phỏng vấn). Truy cập ngày 13 tháng 7 năm 2016.
18. ↑  Nakago, Toshihiko; Tezuka, Takashi (ngày 13 tháng 11 năm 2009). "New Super Mario Bros.: Volume 2" (Phỏng vấn). Iwata Asks. Phỏng vấn viên Iwata, Satoru. Nintendo. tr. 1, 8. Truy cập ngày 21 tháng 8 năm 2020.
19. ↑  Iwata, Satoru (ngày 5 tháng 10 năm 2006). "Special Edition Interview: Turning the Tables: Asking Iwata" (Phỏng vấn). Iwata Asks. Phỏng vấn viên Yasuhiro Nagata. Nintendo. Truy cập ngày 22 tháng 11 năm 2013.
20. ↑  Hasegawa 2010, tr. 45–46.
21. ↑  Inoue 2009, tr. 61.
22. ↑  Nakamura, Toshi (ngày 22 tháng 7 năm 2015). "Smash Bros. Creator Remembers Satoru Iwata". Kotaku. Gawker Media. Truy cập ngày 26 tháng 7 năm 2015.
23. 1 2  Morimoto, Shigeki; Ishihara, Tsunekazu (ngày 4 tháng 9 năm 2009). "Pokémon HeartGold Version & SoulSilver Version" (Phỏng vấn). Iwata Asks. Phỏng vấn viên Iwata, Satoru. Nintendo. tr. Just Being President Was A Waste!. Truy cập ngày 12 tháng 7 năm 2015.
24. ↑  Wawro, Alex (ngày 30 tháng 12 năm 2015). "Pokemon chief: Iwata was the one who brought Pokemon to the West". Gamasutra. Truy cập ngày 30 tháng 12 năm 2015.
25. ↑  Burns, James (ngày 16 tháng 7 năm 2004). "Profile: Satoru Iwata". IGN. Ziff Davis. tr. 2. Truy cập ngày 19 tháng 7 năm 2015.
26. ↑  "Yamauchi Retires". IGN. Ziff Davis. ngày 24 tháng 5 năm 2002. Truy cập ngày 19 tháng 7 năm 2015.
27. ↑  Thomas, Lucas M. (ngày 24 tháng 5 năm 2012). "Hiroshi Yamauchi: Nintendo's Legendary President". IGN. Ziff Davis. Truy cập ngày 19 tháng 7 năm 2015.
28. 1 2  Kageyama, Yuri (ngày 12 tháng 7 năm 2015). "Nintendo President Satoru Iwata Dies of Tumor". Associated Press. Bản gốc lưu trữ ngày 1 tháng 8 năm 2015. Truy cập ngày 12 tháng 7 năm 2015.
29. 1 2  Stack, Liam (ngày 13 tháng 7 năm 2015). "Satoru Iwata, Nintendo Chief Executive, dies at 55". New York Times. The New York Times Company. Truy cập ngày 13 tháng 7 năm 2015.
30. 1 2  Inoue 2009, tr. 77.
31. 1 2 3 4  Burns, James (ngày 16 tháng 7 năm 2004). "Profile: Satoru Iwata". IGN. Ziff Davis. tr. 3. Truy cập ngày 19 tháng 7 năm 2015.
32. 1 2  Inoue 2009, tr. 83–85.
33. ↑  Inoue 2009, tr. 87–88.
34. ↑  2003 Annual Report (PDF) (Báo cáo). Nintendo. 2003. tr. 72. Truy cập ngày 14 tháng 9 năm 2015.
35. 1 2  Annual Report 2014 for the fiscal year ended ngày 31 tháng 3 năm 2014 (PDF) (Báo cáo). Nintendo. 2014. tr. 1. Truy cập ngày 3 tháng 9 năm 2015.
36. 1 2  Inoue 2009, tr. 27–31.
37. ↑  Inoue 2009, tr. 26–27.
38. ↑  Inoue 2009, tr. 81.
39. 1 2  "Nintendo DS going wireless?". GameSpot. CBS Interactive. ngày 1 tháng 3 năm 2004. Lưu trữ bản gốc ngày 27 tháng 7 năm 2015. Truy cập ngày 21 tháng 8 năm 2020.
40. 1 2 3 4  Reimer, Jeremy (ngày 28 tháng 3 năm 2007). "Nintendo boss levels up to "top 30 CEO"". Ars Technica. Condé Nast. Lưu trữ bản gốc ngày 1 tháng 12 năm 2012. Truy cập ngày 12 tháng 7 năm 2015.
41. ↑  Inoue 2009, tr. 34.
42. ↑  Inoue 2009, tr. 35.
43. 1 2  "Consolidated Sales Transition by Region" (PDF). Nintendo. ngày 29 tháng 10 năm 2014. Truy cập ngày 26 tháng 7 năm 2015.
44. ↑  Schreier, John (ngày 4 tháng 1 năm 2011). "Nintendo DS Line Outsells Playstation 2, Nintendo Says". Wired. Condé Nast. Truy cập ngày 26 tháng 7 năm 2015.
45. 1 2  Inoue 2009, tr. 17–18.
46. ↑  Inoue 2009, tr. 16.
47. 1 2  Iwata, Satoru (ngày 31 tháng 10 năm 2008). "Corporate Management Policy Briefing/Semi-Annual Financial Results Briefing". Nintendo. tr. 6. Truy cập ngày 3 tháng 9 năm 2015.
48. 1 2 3  Metzger, Pete (ngày 5 tháng 4 năm 2009). "Review: Nintendo DSi offers evolutionary, not revolutionary, upgrade over DS Lite". The Los Angeles Times. Tribune Publishing. Truy cập ngày 11 tháng 9 năm 2015.
49. ↑  Rojas, Peter (ngày 20 tháng 2 năm 2006). "The Engadget Interview: Reggie Fils-Aime, Executive Vice President of Sales and Marketing for Nintendo". Engadget. AOL. Truy cập ngày 11 tháng 9 năm 2015.
50. 1 2 3  Iwata, Satoru (ngày 17 tháng 11 năm 2010). "Nintendo DSi: Turning the Tables: Asking Iwata" (Phỏng vấn). Iwata Asks. Phỏng vấn viên Yasuhiro Nagata. Nintendo. Truy cập ngày 3 tháng 9 năm 2015.
51. ↑  Martin, Matt (ngày 9 tháng 1 năm 2009). "More room for DS growth, says Iwata". GamesIndustry.biz. Gamer Network. Truy cập ngày 11 tháng 9 năm 2015.
52. ↑  Nelson, Randy (ngày 9 tháng 1 năm 2009). "Iwata still sees vast market for current DS hardware". Engadget. AOL. Truy cập ngày 11 tháng 9 năm 2015.
53. 1 2  Kamen, Matt (ngày 13 tháng 7 năm 2015). "Satoru Iwata: Nintendo's late legend, in his own words". Wired. Condé Nast. Truy cập ngày 2 tháng 9 năm 2015.
54. 1 2  Inoue 2009, tr. 37.
55. 1 2  Hasegawa 2010, tr. 50–51.
56. ↑  Inoue 2009, tr. 38.
57. 1 2  Jones & Thiruvathukal 2012, tr. 28.
58. ↑  Inoue 2009, tr. 40–41.
59. ↑  Inoue 2009, tr. 43–45.
60. ↑  Jones & Thiruvathukal 2012, tr. 53.
61. ↑  Jones & Thiruvathukal 2012, tr. 54.
62. ↑  Jones & Thiruvathukal 2012, tr. 2.
63. ↑  Hasegawa 2010, tr. 51.
64. 1 2 3 4  Peckman, Matt (ngày 13 tháng 7 năm 2015). "Why Nintendo President Satoru Iwata Mattered". Time. Time Inc. Truy cập ngày 13 tháng 7 năm 2015.
65. 1 2  Kohler, Chris (ngày 12 tháng 7 năm 2015). "Nintendo President Satoru Iwata Dies at 55". Wired. Condé Nast. Truy cập ngày 12 tháng 7 năm 2015.
66. 1 2 3  2009 Annual Financial Report: Financial Section (PDF) (Báo cáo). Nintendo. 2009. tr. 17. Truy cập ngày 3 tháng 9 năm 2015.
67. ↑  "The best CEOs". Barron's. Dow Jones & Company. ngày 11 tháng 3 năm 2010. Truy cập ngày 12 tháng 7 năm 2015.
68. 1 2 3 4  Morris, Chris (ngày 19 tháng 8 năm 2015). "Is Nintendo backing away from its Quality of Life initiative?". Fortune. Time Inc. Truy cập ngày 9 tháng 9 năm 2015.
69. ↑  Miyamoto, Shigeru (ngày 8 tháng 11 năm 2007). "Wii Fit: A New Creation" (Phỏng vấn). Iwata Asks. Phỏng vấn viên Iwata, Satoru. Nintendo. Truy cập ngày 9 tháng 9 năm 2015.
70. ↑  Pearson, Dan (ngày 2 tháng 6 năm 2009). "E3: Iwata shows Wii Vitality Sensor". Eurogamer. Gamer Network. Truy cập ngày 8 tháng 9 năm 2015.
71. 1 2 3  "The 73rd Annual General Meeting of Shareholders: Q&A". Nintendo. 2013. tr. 3. Truy cập ngày 8 tháng 9 năm 2015.
72. ↑  Takahashi, Dean (ngày 4 tháng 6 năm 2009). "Nintendo CEO: Wii care about your heartbeat, but not your iPhone, the recession or free games". VentureBeat. Truy cập ngày 8 tháng 9 năm 2015.
73. ↑  Haywald, Justin (ngày 29 tháng 1 năm 2014). "Mario Kart 8 coming in May and Nintendo reveals 2014 strategy". GameSpot. CBS Interactive. Truy cập ngày 9 tháng 9 năm 2015.
74. ↑  Iwata, Satoru (2014). "Message from the President". Nintendo. Bản gốc lưu trữ ngày 10 tháng 9 năm 2015. Truy cập ngày 9 tháng 9 năm 2015.
75. ↑  Crossley, Rob (ngày 30 tháng 10 năm 2014). "Nintendo Reveals First Quality-of-Life Product: A Sleep Sensor". GameSpot. CBS Interactive. Truy cập ngày 9 tháng 9 năm 2015.
76. ↑  Kohler, Chris (ngày 4 tháng 2 năm 2016). "Nintendo Puts Its Sleep-Tracking Gizmo on Hold Indefinitely". Wired. Condé Nast. Truy cập ngày 4 tháng 2 năm 2016.
77. ↑  Grezses, Sam (ngày 31 tháng 7 năm 2019). "Satoru Iwata's dreams for Nintendo finally came true". Polygon. Truy cập ngày 31 tháng 7 năm 2019.
78. ↑  Good, Owen S. (ngày 12 tháng 9 năm 2019). "Nintendo Switch's new ring controller game is Ring Fit Adventure". Polygon. Truy cập ngày 12 tháng 9 năm 2019.
79. ↑  2006 Annual Financial Report (PDF) (Báo cáo). Nintendo. 2006. tr. 15. Truy cập ngày 3 tháng 9 năm 2015.
80. ↑  2007 Annual Financial Report: Consolidated Financial Statements (PDF) (Báo cáo). Nintendo. ngày 26 tháng 4 năm 2007. tr. 1. Truy cập ngày 3 tháng 9 năm 2015.
81. ↑  2008 Annual Financial Report: Financial Section (PDF) (Báo cáo). Nintendo. 2008. tr. 15. Truy cập ngày 3 tháng 9 năm 2015.
82. ↑  2010 Annual Financial Report: Financial Section (PDF) (Báo cáo). Nintendo. 2010. tr. 17. Truy cập ngày 2 tháng 9 năm 2015.
83. ↑  2011 Annual Financial Report: Financial Section (PDF) (Báo cáo). Nintendo. 2011. tr. 17. Truy cập ngày 3 tháng 9 năm 2015.
84. 1 2  Financial Results Briefing for the Nine-Month Period Ended December 2011 (PDF) (Báo cáo). Nintendo. ngày 27 tháng 1 năm 2012. tr. 1. Truy cập ngày 2 tháng 9 năm 2015.
85. ↑  2013 Annual Financial Report (PDF) (Báo cáo). Nintendo. 2011. tr. 21. Truy cập ngày 3 tháng 9 năm 2015.
86. 1 2 3 4  Annual Report 2015 for the fiscal year ended ngày 31 tháng 3 năm 2015 (PDF) (Báo cáo). Nintendo. 2015. tr. 1. Truy cập ngày 2 tháng 9 năm 2015.
87. 1 2 3  Luckerson, Victor (ngày 7 tháng 5 năm 2015). "Why Nintendo is Suddenly Profitable Again". Time. Time Inc. Truy cập ngày 21 tháng 7 năm 2015.
88. 1 2  Peckham, Matt (ngày 18 tháng 3 năm 2015). "Exclusive: Inside Nintendo's Bold Plan to Stay Vibrant for the Next 125 Years". Time. Time Inc. Truy cập ngày 21 tháng 7 năm 2015.
89. ↑  Osawa, Juro (ngày 10 tháng 1 năm 2011). "Nintendo's chief defends 3DS". Wall Street Journal. Dow Jones & Company. Truy cập ngày 3 tháng 9 năm 2015.
90. ↑  Sawa, Kazuyo (ngày 29 tháng 7 năm 2011). "Nintendo stock rout costs Yamauchi $300 million in one day". Bloomberg L.P. Bloomberg News. Truy cập ngày 2 tháng 9 năm 2015.
91. ↑  Olivarez-Giles, Nathan (ngày 28 tháng 7 năm 2011). "Nintendo 3DS price dropping to $170". Los Angeles Times. Tribune Publishing. Truy cập ngày 3 tháng 9 năm 2015.
92. ↑  "Nintendo suffers ahead of Wii U launch". The Telegraph. Telegraph Media Group. ngày 24 tháng 10 năm 2012. Truy cập ngày 3 tháng 9 năm 2015.
93. 1 2  Negishi, Mayumi; Kachi, Hiroyuki; Sherr, Ian (ngày 17 tháng 1 năm 2014). "Nintendo sees loss on dismal Wii U sales". Wall Street Journal. Dow Jones & Company. Truy cập ngày 3 tháng 9 năm 2015.
94. 1 2  Amano, Takashi; Yasu, Mariko (ngày 21 tháng 1 năm 2014). "Nintendo's Iwata under dire after missing Wii U forecast". Bloomberg L.P. Bloomberg News. Truy cập ngày 3 tháng 9 năm 2015.
95. ↑  Ewalt, David M. (ngày 13 tháng 9 năm 2012). "Nintendo Reveals Wii U Launch Date, Price, Details". Forbes. Forbes Inc. Truy cập ngày 3 tháng 9 năm 2015.
96. ↑  Orland, Kyle (ngày 25 tháng 10 năm 2012). "Why Nintendo is losing money on each Wii U launch unit". Ars Technica. Condé Nast. Truy cập ngày 3 tháng 9 năm 2015.
97. ↑  Sinclair, Brendan (ngày 5 tháng 7 năm 2013). "Miyamoto: We underestimated cost of HD development". GamesIndustry.biz. Gamer Network. Truy cập ngày 8 tháng 9 năm 2015.
98. ↑  Handrahan, Matthew (ngày 17 tháng 6 năm 2013). "Iwata: "We don't care about what other companies are doing"". GamesIndustry.biz. Gamer Network. Truy cập ngày 8 tháng 9 năm 2015.
99. ↑  Tassi, Paul (ngày 8 tháng 7 năm 2013). "Miyamoto Admits Nintendo Underestimated the Switch to HD". Forbes. Forbes Inc. Truy cập ngày 8 tháng 9 năm 2015.
100. ↑  Morris, Chris (ngày 23 tháng 6 năm 2015). "Shigeru Miyamoto: Why the Wii U crashed and burned". Fortune. Time Inc. Truy cập ngày 3 tháng 9 năm 2015.
101. ↑  Makuch, Eddie (ngày 31 tháng 10 năm 2013). "Nintendo: We have failed to establish Wii U as a "worthy" Wii successor". GameSpot. CBS Interactive. Truy cập ngày 3 tháng 9 năm 2015.
102. ↑  Jenkins, David (ngày 29 tháng 6 năm 2010). "Nintendo boss earns $770,000 basic salary". GamesIndustry.biz. Gamer Network. Truy cập ngày 19 tháng 7 năm 2015.
103. ↑  Pereira, Chris (ngày 29 tháng 7 năm 2011). "Iwata's Salary Cut in Half, 3DS Price Drop Explained". 1UP.com. IGN. Bản gốc lưu trữ ngày 20 tháng 7 năm 2015. Truy cập ngày 19 tháng 7 năm 2015.
104. ↑  Gaston, Martin (ngày 29 tháng 1 năm 2014). "Nintendo CEO slashes salary in half to apologise for Wii U losses". GameSpot. CBS Interactive. Truy cập ngày 19 tháng 7 năm 2015.
105. ↑  Kain, Erik (ngày 2 tháng 5 năm 2012). "Nintendo Reports First Annual Loss in Three Decades, Over $500 Million in the Red". Forbes. Forbes Inc. Truy cập ngày 3 tháng 9 năm 2015.
106. ↑  "Nintendo posts first loss in 30 years". The Guardian. Guardian Media Group. Associated Press. ngày 26 tháng 4 năm 2012. Truy cập ngày 3 tháng 9 năm 2015.
107. ↑  Martin, Matt (ngày 24 tháng 4 năm 2013). "Iwata becomes CEO of Nintendo of America". GamesIndustry.biz. Gamer Network. Truy cập ngày 12 tháng 7 năm 2015.
108. 1 2  "Notification of Death and Personnel Change of a Representative Director (President)" (PDF) (Thông cáo báo chí). Nintendo. ngày 12 tháng 7 năm 2015. Lưu trữ (PDF) bản gốc ngày 13 tháng 7 năm 2015. Truy cập ngày 13 tháng 7 năm 2015.
109. ↑  Goldfarb, Andrew (ngày 23 tháng 4 năm 2013). "No Nintendo Press Conference at E3 2013". IGN. Ziff Davis. Lưu trữ bản gốc ngày 11 tháng 6 năm 2015. Truy cập ngày 12 tháng 7 năm 2015.
110. ↑  "Financial Results Briefing for Fiscal Year Ended March 2016". Nintendo. ngày 28 tháng 4 năm 2016. tr. 3. Truy cập ngày 1 tháng 5 năm 2016.
111. ↑  Rawson, Chris (ngày 4 tháng 3 năm 2010). "Nintendo not concerned about competition from Apple". Engadget. AOL. Truy cập ngày 3 tháng 9 năm 2015.
112. ↑  Bosker, Bianca (ngày 7 tháng 7 năm 2010). "Satoru Iwata, Nintendo CEO: Apple is the 'enemy of the future'". The Huffington Post. AOL. Truy cập ngày 3 tháng 9 năm 2010.
113. ↑  Thomas, Lucas M. (ngày 13 tháng 9 năm 2011). "Nintendo + Smartphones? Iwata Says "Absolutely Not"". IGN. Ziff Davis. Truy cập ngày 3 tháng 9 năm 2015.
114. 1 2  Gilbert, Ben (ngày 17 tháng 3 năm 2015). "The history behind Nintendo's flip-flop on mobile gaming". Engadget. AOL. Truy cập ngày 3 tháng 9 năm 2015.
115. ↑  Totilo, Stephen (ngày 21 tháng 8 năm 2012). "Unintimidated by Apple, Nintendo's Boss Says the World Still Needs Dedicated Gaming Handhelds". Kotaku. Gawker Media. Truy cập ngày 3 tháng 9 năm 2015.
116. 1 2  "Second Quarter Financial Results Briefing for the 74th Fiscal Term Ending March 2014 – Q & A". Nintendo. 2014. Truy cập ngày 3 tháng 9 năm 2015.
117. 1 2  "Nintendo CEO Satoru Iwata dies of cancer at 55".
118. ↑  "The man who revolutionized gaming". The Japan Times. Nifco. ngày 21 tháng 7 năm 2015. Truy cập ngày 3 tháng 9 năm 2015.
119. ↑  Peckham, Matt (ngày 18 tháng 3 năm 2015). "Exclusive: Nintendo CEO Reveals Plans for Smartphones". Time. Time Inc. Truy cập ngày 13 tháng 7 năm 2015.
120. ↑  Makuch, Eddie (ngày 30 tháng 10 năm 2013). "Nintendo explains why Mario is not on smartphones". GameSpot. CBS Interactive. Truy cập ngày 21 tháng 7 năm 2015.
121. ↑  Makuch, Eddie (ngày 18 tháng 3 năm 2015). "Players More Important Than Money, Nintendo Pres. Says About Smartphone Deal". GameSpot. CBS Interactive. Truy cập ngày 21 tháng 7 năm 2015.
122. ↑  Peckham, Matt (ngày 23 tháng 3 năm 2015). "8 More Fascinating Things Nintendo CEO Satoru Iwata Told Time". Time. Time Inc. Truy cập ngày 20 tháng 9 năm 2015.
123. ↑  Yuji Nakamura (ngày 2 tháng 2 năm 2017). "Nintendo Plays With Fire". Bloomberg Business. Truy cập ngày 5 tháng 2 năm 2017.
124. ↑  Ashcraft, Brian (ngày 15 tháng 2 năm 2017). "Satoru Iwata Put Lots Of Thought Into The Nintendo Switch, Says Miyamoto". Kotaku. Gawker Media. Truy cập ngày 18 tháng 3 năm 2017.
125. ↑  Hasegawa 2010, tr. 46.
126. ↑  "社長が訊く リンク集" (bằng tiếng Nhật). Nintendo. 2015. Truy cập ngày 22 tháng 7 năm 2015.
127. ↑  Iwata, Satoru (2011). "Nintendo 3DS Third Party Game Developers". Iwata Asks. Nintendo. Truy cập ngày 21 tháng 7 năm 2015.
128. ↑  Leong, Bernard (ngày 15 tháng 8 năm 2015). "Analyse Asia 50: A tribute to Satoru Iwata & Nintendo's future with Serkan Toto". Tech In Asia. Truy cập ngày 25 tháng 8 năm 2015.
129. 1 2  Ashcraft, Brian (ngày 6 tháng 6 năm 2012). "Nintendo Proves There's Nothing as Bananas as Holding ... Bananas". Kotaku. Gawker Media. Truy cập ngày 19 tháng 7 năm 2015.
130. 1 2  Walton, Mark (ngày 13 tháng 7 năm 2015). "Without Iwata, what does the future hold for Nintendo?". Ars Technica. Condé Nast. Truy cập ngày 31 tháng 7 năm 2015.
131. ↑  Corriea, Alexa Ray (ngày 10 tháng 6 năm 2014). "You can import your Mii to fight in the next Super Smash Bros". Polygon. Vox Media. Truy cập ngày 19 tháng 7 năm 2015.
132. ↑  Ap, Tiffany (ngày 13 tháng 7 năm 2015). "Fans mourn death of Nintendo President Satoru Iwata". CNN. Turner Broadcasting System. Truy cập ngày 19 tháng 7 năm 2015.
133. ↑  "Nintendo's Satoru Iwata: Gamers pay tribute". BBC. ngày 13 tháng 7 năm 2015. Truy cập ngày 1 tháng 9 năm 2015.
134. ↑  Chikushi, Yuji (2015). "Iwata-san, What is Your Favorite Game? A reporter's reflection of the late Nintendo CEO's personality". Toyo Keizai Online. Toyo Keizai. Bản gốc lưu trữ ngày 16 tháng 8 năm 2015. Truy cập ngày 15 tháng 8 năm 2015.
135. ↑  Morimoto, Shigeki; Ishihara, Tsunekazu (ngày 4 tháng 9 năm 2009). "Pokémon HeartGold Version & SoulSilver Version: Just Making the Last Train" (Phỏng vấn). Iwata Asks. Phỏng vấn viên Satoru Iwata. Nintendo. Truy cập ngày 12 tháng 7 năm 2015.
136. 1 2  Morimoto, Shigeki; Ishihara, Tsunekazu (ngày 4 tháng 9 năm 2009). "Pokémon HeartGold Version & SoulSilver Version: Just Being President Was A Waste!" (Phỏng vấn). Iwata Asks. Phỏng vấn viên Satoru Iwata. Nintendo. Truy cập ngày 12 tháng 7 năm 2015.
137. ↑  Iwata, Satoru (ngày 10 tháng 9 năm 2007). "Reminiscence of the IT Manager". 1101.com (Phỏng vấn) (bằng tiếng Anh và Nhật). Phỏng vấn viên Shigesato Itoi. Hobo Nikkan Itoi Shinbun. tr. 11. Truy cập ngày 16 tháng 7 năm 2015.
138. 1 2  Casamassina, Matt (ngày 10 tháng 3 năm 2005). "GDC 2005: Iwata Keynote Transcript". IGN. Ziff Davis. Lưu trữ bản gốc ngày 14 tháng 8 năm 2015. Truy cập ngày 15 tháng 8 năm 2015.
Staff (ngày 13 tháng 7 năm 2015). "Video: Satoru Iwata's 'Heart Of A Gamer' keynote at GDC 2005". Gamasutra. UBM plc. Lưu trữ bản gốc ngày 19 tháng 7 năm 2016. Truy cập ngày 13 tháng 7 năm 2016.
139. ↑  Inoue 2009, tr. 79–80.
140. 1 2  Kreps, Daniel (ngày 13 tháng 7 năm 2015). "Satoru Iwata, President and CEO of Nintendo, Dead at 55". Rolling Stone. Wenner Media. Bản gốc lưu trữ ngày 15 tháng 7 năm 2015. Truy cập ngày 13 tháng 7 năm 2015.
141. ↑  Parkin, Simon (ngày 13 tháng 7 năm 2015). "Postscript: Satoru Iwata (1959–2015)". The New Yorker. Condé Nast. Truy cập ngày 13 tháng 7 năm 2015.
142. ↑  Morris, Chris (ngày 11 tháng 9 năm 2015). "Pokémon leads Nintendo's mobile charge". NBC News. Truy cập ngày 11 tháng 9 năm 2015.
143. ↑  Kurtenbach, Elaine (ngày 11 tháng 9 năm 2015). "Pokemon Go for iOS, Android devices will allow players to bring 'pocket monsters' into the real world". Financial Post. Postmedia Network. Associated Press. Truy cập ngày 11 tháng 9 năm 2015.
144. ↑  Makuch, Eddie (ngày 5 tháng 6 năm 2014). "Nintendo President Not Coming to E3 on Doctor's Advice". GameSpot. CBS Interactive. Truy cập ngày 18 tháng 7 năm 2015.
145. ↑  Iwata, Satoru (ngày 24 tháng 6 năm 2014). To our shareholders. The 74th Annual General Meeting of Shareholders (Memo). Nintendo. Truy cập ngày 18 tháng 7 năm 2015.
146. ↑  Martin, Liam (ngày 29 tháng 10 năm 2014). "Nintendo President Satoru Iwata returns to work after surgery". Digital Spy. Hearst Corporation. Truy cập ngày 18 tháng 7 năm 2015.
147. ↑  Crossley, Rob (ngày 6 tháng 11 năm 2014). "Nintendo's Iwata Addresses Concerns Over Rapid Weight Loss". GameSpot. CBS Interactive. Truy cập ngày 18 tháng 7 năm 2015.
148. ↑  Iwata, Satoru [@Nintendo] (ngày 12 tháng 6 năm 2015). "[岩田]私は、昨年６月に病気で手術をした影響で少しスリムになりました。退院後、体重はほとんど変わっておらず、この体型が維持できそうですので、公式Miiを現状に合わせることにしました。よろしくお願いします。#Iwatter" (Tweet) (bằng tiếng Nhật). Truy cập ngày 18 tháng 7 năm 2015 – qua Twitter.
149. ↑  Iwata, Satoru [@Nintendo] (ngày 28 tháng 1 năm 2015). [岩田] 本日、アナリストおよび投資家様を対象とした第3四半期決算説明会の開催を予定しておりましたが、昨夜より発熱がありインフルエンザの疑いがあるため、大変申し訳ございませんが開催を延期させていただくことにいたしました。変更後の日程は改めてお知らせさせていただきます。 (Tweet) (bằng tiếng Nhật). Truy cập ngày 18 tháng 7 năm 2015 – qua Twitter.
150. ↑  McWhertor, Michael (ngày 17 tháng 7 năm 2015). "Nintendo releases Genyo Takeda's memorial address for Satoru Iwata". Polygon. Vox Media. Truy cập ngày 18 tháng 7 năm 2015.
151. 1 2  McFerran, Damien (ngày 15 tháng 8 năm 2016). "Satoru Iwata Offered Pokémon GO Feedback From His Hospital Bed". Nintendo Life. Truy cập ngày 2 tháng 2 năm 2017.
152. 1 2  Plunkett, Luke (ngày 12 tháng 7 năm 2015). "The Video Game Community Pays Tribute to Satoru Iwata". Kotaku. Gawker Media. Truy cập ngày 12 tháng 7 năm 2015.
153. ↑  Mueller, Saira (ngày 13 tháng 7 năm 2015). "Gaming industry pays tribute to Nintendo CEO Satoru Iwata, dead at 55". International Business Times. IBT Media. Truy cập ngày 13 tháng 7 năm 2015.
154. ↑  Bowman, John (ngày 13 tháng 7 năm 2015). "Nintendo fans pay tribute to Satoru Iwata". Canadian Broadcasting Corporation. Truy cập ngày 13 tháng 7 năm 2015.
155. ↑  Ashcraft, Brian (ngày 15 tháng 7 năm 2015). "Russian Nintendo Fans Honor Satoru Iwata at the Japanese Embassy". Kotaku. Gawker Media. Truy cập ngày 19 tháng 7 năm 2015.
156. ↑  Totilo, Stephen (ngày 16 tháng 7 năm 2015). "Satoru Iwata Memorial at the Nintendo World Store in NYC". Kotaku. Gawker Media. Truy cập ngày 19 tháng 7 năm 2015.
157. ↑  Yoshida, Shuhei [@yosp] (ngày 12 tháng 7 năm 2015). ゲーム業界の発展に多大な貢献をされた岩田さんのご冥福をお祈りします。 (Tweet) (bằng tiếng Nhật) – qua Twitter.
158. ↑  Masuda, Junichi [@Junichi_Masuda] (ngày 12 tháng 7 năm 2015). 任天堂の岩田社長が逝去されました。ポケモンの理解者であり、素晴らしいリーダーでした。先日お会いした時はお元気だったのに。。心よりご冥福をお祈り致します (Tweet) (bằng tiếng Nhật) – qua Twitter.
159. ↑  Farokhmanesh, Megan (ngày 3 tháng 12 năm 2015). "Watch The Game Awards pay tribute to Satoru Iwata". Polygon. Vox Media. Truy cập ngày 9 tháng 12 năm 2015.
160. ↑  Philips, Tom (ngày 4 tháng 12 năm 2015). "Reggie Fils-Aime pays tribute to late Nintendo president Satoru Iwata". Eurogamer. Gamer Network. Truy cập ngày 9 tháng 12 năm 2015.
161. ↑  Sola, Katie (ngày 13 tháng 7 năm 2015). "As the world mourns CEO Iwata's passing, a rainbow rises over Nintendo headquarters". The Huffington Post. AOL. Truy cập ngày 14 tháng 7 năm 2015.
162. ↑  Molloy, Mark (ngày 13 tháng 7 năm 2015). "Satoru Iwata: Rainbow 'road' appears above Nintendo HQ after CEO's death". The Telegraph. Telegraph Media Group. Truy cập ngày 14 tháng 7 năm 2015.
163. ↑  Schreier, Jason (ngày 17 tháng 7 năm 2015). "Thousands Attend Two-Day Funeral for Satoru Iwata". Kotaku. Gawker Media. Truy cập ngày 17 tháng 7 năm 2015.
164. ↑  Mochizuki, Takashi (ngày 17 tháng 7 năm 2015). "Fans remember Nintendo President Iwata at funeral". Wall Street Journal. Dow Jones & Company. Truy cập ngày 17 tháng 7 năm 2015.
165. ↑  Crecente, Brian (ngày 17 tháng 7 năm 2015). "Thousands attend Iwata's funeral in Kyoto". Polygon. Vox Media. Truy cập ngày 17 tháng 7 năm 2015.
166. ↑  Nakamura, Toshi (ngày 30 tháng 7 năm 2015). "Smash Bros. Creator Talks of Satoru Iwata's Funeral". Kotaku. Gawker Media. Truy cập ngày 31 tháng 7 năm 2015.
167. ↑  Riley, Charles (ngày 12 tháng 7 năm 2015). "Nintendo President Satoru Iwata dies at 55". CNNMoney. Time Warner. Truy cập ngày 15 tháng 7 năm 2015.
168. ↑  "Notice Regarding Personnel Change of a Representative Director and Role Changes of Directors" (PDF) (Thông cáo báo chí). Nintendo. ngày 14 tháng 9 năm 2015. Bản gốc (PDF) lưu trữ ngày 14 tháng 9 năm 2015. Truy cập ngày 14 tháng 9 năm 2015.
169. 1 2  Hiranand, Ravi (ngày 13 tháng 7 năm 2015). "Nintendo's CEO Satoru Iwata played by his own rules". CNN. Turner Broadcasting System. Truy cập ngày 2 tháng 9 năm 2015.
170. ↑  Rundle, Michael (ngày 13 tháng 7 năm 2015). "Nintendo President Satoru Iwata dies at 55". Wired. Condé Nast. Truy cập ngày 2 tháng 9 năm 2015.
171. ↑  Tane, Kiyoshi (ngày 8 tháng 8 năm 2015). "追悼・岩田聡氏。ゲームで辿る天才プログラマの軌跡 (1. 初期ファミコン編)". Engadget Japan (bằng tiếng Nhật). AOL. Truy cập ngày 8 tháng 10 năm 2015. Bảo trì CS1: Ngôn ngữ không rõ (link)
172. ↑  Inoue 2009.
173. ↑  Jones & Thiruvathukal 2012.
174. ↑  Hasegawa 2010.
175. ↑  Kohler, Chris (ngày 16 tháng 7 năm 2015). "Thanks to Nintendo's Satoru Iwata, We're All Gamers Now". Wired. Condé Nast. Truy cập ngày 31 tháng 7 năm 2015.
176. ↑  "Nintendo CEO Satoru Iwata dies at 55".
177. ↑  Hussein, Tamoor (ngày 5 tháng 10 năm 2015). "One-of-a-Kind Satoru Iwata Memorial Amiibo on Sale to Raise Money for Charity". GameSpot. CBS Interactive. Truy cập ngày 8 tháng 10 năm 2015.
178. ↑  Skipper, Ben (ngày 9 tháng 10 năm 2015). "Nintendo: Satoru Iwata Amiibo figure raises $1,900 for charity on eBay". International Business Times. IBT Media. Truy cập ngày 9 tháng 10 năm 2015.
179. ↑  Sheridan, Connor (ngày 30 tháng 10 năm 2015). "Satoru Iwata receives the Lifetime Achievement Award at the Golden Joysticks". GamesRadar. Future plc. Truy cập ngày 30 tháng 10 năm 2015.
180. ↑  Philips, Tom (ngày 13 tháng 1 năm 2016). "Satoru Iwata to be honoured with posthumous DICE Lifetime Achievement Award". Eurogamer. Truy cập ngày 13 tháng 1 năm 2016.
181. ↑  Campbell, Colin (ngày 18 tháng 2 năm 2016). "DICE honors Satoru Iwata with Lifetime Achievement Award". Polygon. Vox Media. Lưu trữ bản gốc ngày 19 tháng 2 năm 2016. Truy cập ngày 19 tháng 2 năm 2016.
182. ↑  McCormick, Rich (ngày 17 tháng 3 năm 2016). "Watch a touching tribute to deceased Nintendo CEO Satoru Iwata". The Verge. Truy cập ngày 17 tháng 3 năm 2016.
183. ↑  Ashcraft, Brian (ngày 2 tháng 8 năm 2019). "Publisher Of Satoru Iwata Book Says Unauthorized Translations Will Be Subject To Criminal Charges". Kotaku. Gawker Media. Truy cập ngày 6 tháng 8 năm 2019.
184. ↑  Baird, Scott (ngày 3 tháng 8 năm 2019). "Publisher Of The Iwata Book Issues Warning To Fan Translators, Says English Version In The Works". The Gamer. Truy cập ngày 6 tháng 8 năm 2019.
185. ↑  Petite, Steven (ngày 24 tháng 7 năm 2020). "A Book Collecting Nintendo's "Iwata Asks" Interviews Is Coming Next Year". GameSpot. Truy cập ngày 24 tháng 7 năm 2020.
186. ↑  Rowen, Nic (ngày 11 tháng 4 năm 2016). "A touching Iwata tribute is in Star Fox Zero". Destructoid. Bản gốc lưu trữ ngày 12 tháng 4 năm 2016. Truy cập ngày 11 tháng 4 năm 2016.
187. ↑  Sheridan, Connor (ngày 11 tháng 4 năm 2016). "Watch Star Fox Zero's lovely tribute to Satoru Iwata". GamesRadar. Future plc. Truy cập ngày 11 tháng 4 năm 2016.
188. ↑  Kuchera, Ben (ngày 15 tháng 3 năm 2017). "Zelda: Breath of the Wild's alleged Iwata tribute is beautiful". Polygon. Vox Media. Truy cập ngày 18 tháng 3 năm 2017.
189. ↑  Dayus, Oscar (ngày 13 tháng 3 năm 2017). "Zelda: Breath Of The Wild Easter Egg May Pay Tribute To Late Nintendo President Saturo Iwata". GameSpot. CBS. Truy cập ngày 18 tháng 3 năm 2017.
190. ↑  Saed, Sherif (ngày 20 tháng 9 năm 2017). "The Golf game on every Nintendo Switch is actually a tribute to late Satoru Iwata". VG247. Truy cập ngày 20 tháng 9 năm 2017.
191. ↑  Frank, Allegra (ngày 27 tháng 12 năm 2017). "Switch's hidden Iwata tribute removed in latest update". Polygon. Truy cập ngày 27 tháng 12 năm 2017.
192. ↑  Moyse, Chris (ngày 23 tháng 11 năm 2017). "Pokemon Ultra Sun & Moon features a nice salute to Satoru Iwata". Destructoid. Bản gốc lưu trữ ngày 11 tháng 9 năm 2018. Truy cập ngày 23 tháng 11 năm 2017.